# آنتینوس

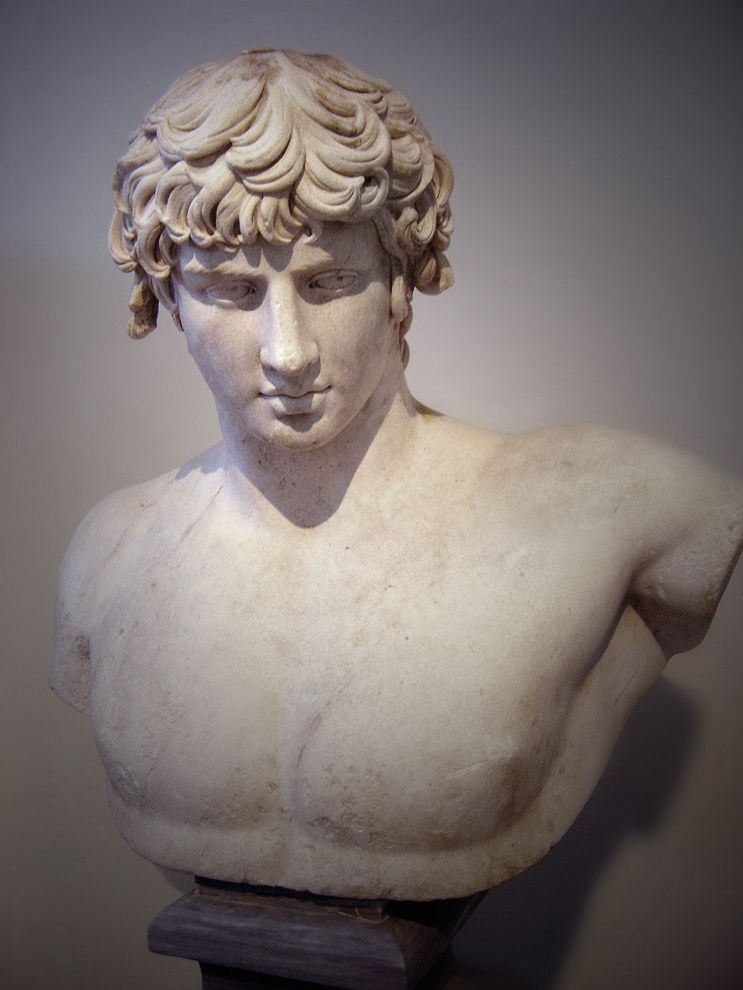
مجسمه بالاتنه آنتینوس از پاتراس در موزه باستان‌شناسی ملی آتن

آنتینوس (به یونانی: Ἀντίνοος)(همچنین شناخته شده به عنوان Antinoüs یا Antinoös _ احتمالاً زادهٔ ۲۷ نوامبر ۱۱۱ پس از میلاد؛ فوت پیش از ۳۰ اکتبر ۱۳۰ میلادی) یک نوجوان یونانیِ اهل بیتینی∗ و معشوق امپراتور روم، هادریانوس ∗ بود. به وی پس از مرگش جایگاه ایزدی داده شد∗ و در هر دوی شرق یونانی و غرب لاتین مورد پرستش قرار گرفت؛ گاهی چونان یک خدا (theos) و گاهی نیز صرفاً چونان یک قهرمان (heros). در مورد زندگی وی اطلاعات چندی در دسترس نیست، هر چند معروف است که وی در کلودیوپولیس∗(امروزه در بولو، ترکیه)، استان رومیِ بیتینی زاده شد. وی احتمالاً در ۱۲۳ میلادی به هادریانوس معرفی شده و پیش از اینکه برای آموزش بالاتر به ایتالیا فرستاده شود در سال ۱۲۸ میلادی مورد عشق هادریانوس واقع گردید،زمانی که در سفری به عنوان یکی از خدم و حشم شخصیِ هادریانوس برده شده بود. آنتینوسْ هادریانوس را در طول حضورش در مراسم سالانهٔ اسرار الوزینیا∗ در آتن همراهی نمود، و در لیبی وقتی یک شیر ماروسیایی را کشت همراه وی بود. در اکتبر ۱۳۰ وقتی آنان در ناوگان کوچکی که در طول نیل می راندْ بودند، آنتینوس تحت شرایط رازآلودی درگذشت. گمانه زنی‌های گوناگونی در مورد چگونگی مرگش وجود دارند که از غرق تصادفی تا یک هبه عمدی یا خودکشی را دربر می‌گیرند.
در پی مرگش، هادریانوس وی را تقدیس نمود و سنت متمرکزی برپا کرد که به پرستش وی اختصاص داشت و در سرتاسر امپراتوری گسترده بود. هادریانوس شهر آنتینوپولیس در نزدیکی محل مرگش را تأسیس نمود که خود تبدیل به مرکز فرهنگی برای پرستش آنتینوسِ ازیریس∗ گردید. هادریانوس همچنین مسابقاتی برای بزرگداشت آنتینوس برپا ساخت که هم در آنتینوپولیس و هم در آتن برگزار می‌شدند؛ آنتینوس نیز خود به نمادی از رؤیاهای پان-هلنیستی هادریانوس بدل گردید. پرستش آنتینوس بدل به یکی از پابرجاترین و محبوب‌ترین رسومِ بزرگداشتِ انسان‌های تقدیس شده در امپراتوری روم گردید، و این رسوم تا مدّت‌ها پس از مرگ هادریانوس نیز برپا بودند.
آنتینوس در فرهنگ باختری زمین با همجنس‌گرایی پیوند خورده‌است، و در آثار اسکار وایلد و فرناندو پسوآ دیده می‌شود.

## زندگی‌نامه
کلاسیک پژوهی∗ به نام کارولین ووت∗ خاطر نشان ساخته که بیشتر متونی که به زندگی آنتینوس می پردازندْ فقط مختصراً به وی پرداخته و از لحاظ تاریخی به دوران پسا-هادریانوسی بازمی‌گردند؛ بنابراین نتیجه می‌گیرد که «بازسازی یک زندگی نامهٔ مفصلْ ناشدنی است». تاریخ‌نگار ثورستن اوپر∗ اظهار داشته که «به سختی می‌توان چیزی در مورد زندگی آنتینوس دانست، و این حقیقت که منابع ما اخیراً اطلاعات بیشتری در خود گنجانده‌اند نیز سبب اطمینان نیست». زندگی‌نامه نویسِ آنتینوس، آقای رویستون لَمبرت∗ نیز همین دیدگاه را بازتاب داده و گفته‌است که اطلاعات در باب وی «همواره به واسطهٔ فاصله[ی زمانی]، گاهی هم به واسطهٔ پیش داوری و [گاهی هم] به واسطهٔ طُرُق خطیر و نامعمولی که با آن‌ها منابعِ درجه اول به دستمان رسیده اندْ مخدوش شده‌اند.»

## کودکی
معروف است که آنتینوس در یک خانوادهٔ یونانی در شهر کلودیوپلیس زاده شد، [شهری] که در استان رومیِ بیتینی در شمال-شرقی ترکیهٔ امروزی واقع شده‌است. سال تولد وی ثبت نشده‌است، هرچند تخمین زده شده که احتمالاً بین ۱۱۰ و ۱۱۲ میلادی بوده‌است. منابع اولیه ذکر کرده‌اند که زایش وی در [ماه]نوامبر بوده‌است، و هرچند تاریخ دقیق نامشخص است، لَمبرت تأکید کرده که احتمالاً در ۲۷ نوامبر بوده باشد. با در نظر گرفتن محل تولد و ظاهر بدنی اش، ظاهراً بخشی از دودمان و تبار وی یونانی نبوده‌است.

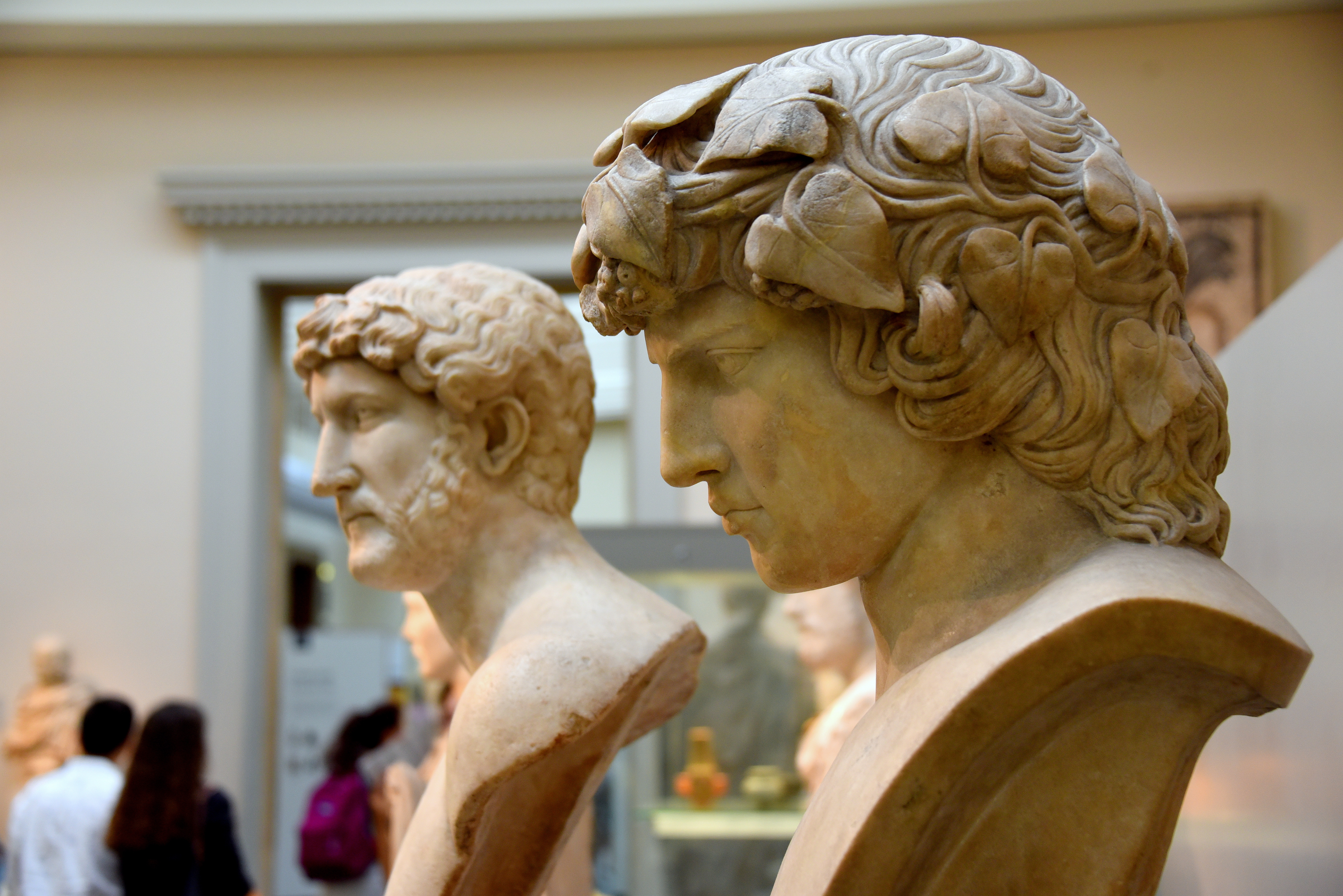
سردیس هادریانوس (چپ) و آنتینوس در موزه بریتانیا.

چندین سرچشمهٔ محتمل برای نام "آنتینوس" وجود دارند: ممکن است که از روی شخصیت آنتینوس که یکی از خواستگاران پنه‌لوپه در شعر حماسی هومر یعنی اودیسه استْ گرفته شده باشد. نیز ممکن است که وی معادل مذکر آنتینوئه∗ باشد، زنی که یکی از چهره‌های کلیدی مانتینیا∗ بود، شهری [در یونان کنونی] که احتمالاً روابط نزدیکی با بیتینی داشت. هرچند بسیاری از تاریخ نگاران از زمان رنسانس به این سو ادعا نموده‌اند که آنتینوس یک بَرده∗ بوده‌است _تنها یکی از حدود پنجاه منبع اولیه آنرا ادعا می‌کنند _ [اما این ادعا] به ظاهر نادرست می‌آید، چه اگر بَرده می بودْ اعطای مقام خدایی به یک بَردهٔ پیشین در جامعهٔ رومی اکیداً جای بحث بود. امروزه شواهد برجای ماندهٔ قابل اتکایی وجود ندارد که زمینهٔ خانوادگی آنتینوس را نشان دهد، هر چند لمبرت باور دارد که محتمل‌ترین اینست که خانواده اش دهقانانی رعیتی∗ یا صاحب کسب و کاری خُرده پا∗ بوده باشند؛ در نتیجه از لحاظ اجتماعی قابل تمییز از فقیرترین قشرها جامعه نبوده باشند. لمبرت همچنین این احتمال را مطرح کرده که آنتینوس آموزش‌های مقدماتی در دوران کودکی و نیز خواندن و نوشتن فرا گرفته باشد.

### زندگی در کنار هادریانوس

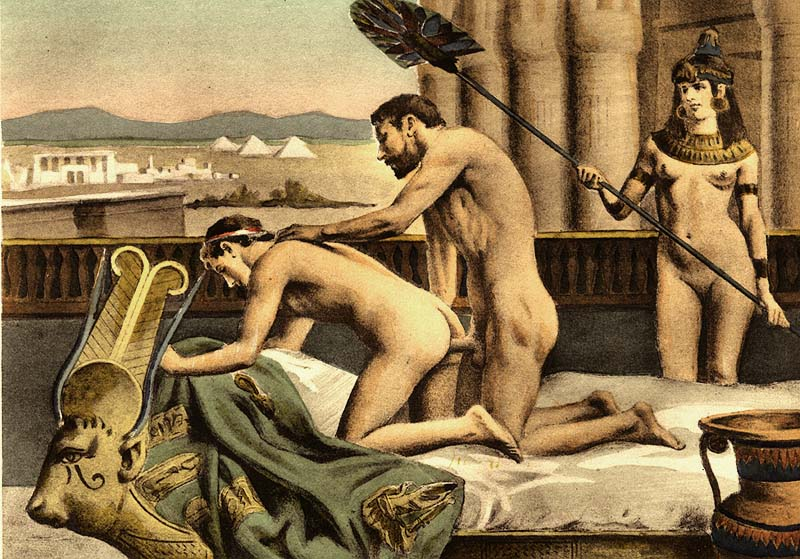
امپراتور هادریانوس در حال سکس مقعدی با آنتینوس؛ نقّاشی از ادوار-آنری آوریل (۱۹۲۸–۱۸۴۹).

امپراتور هادریانوس بسی از طول مدت زمامداری اش را به دید و بازدید رسمی از قلمرو امپراتوری اختصاص داد و در ژوئن ۱۲۳ به کلودیوپلیس رسید که احتمالاً نخستین دیدارش با آنتینوس در این میان روی داده‌است. با توجه به شخصیت هادریانوس، لمبرت گمان برده که بعید است آنان در این گاه عاشق یکدیگر شده باشند، در عوض حدس می‌زند که شاید آنتینوس برای فرستاده شدن به ایتالیا برگزیده شد؛ جایی که وی احتمالاً در در پایداگوجومِ∗ سلطنتی واقع در تپهٔ کایلیان∗ آموزش دید. در این میان هادریانوس به گشت زنی در امپراتوری ادامه می‌داد و تنها در سپتامبر ۱۲۵ بود که به ایتالیا بازگشت؛ زمانی که در ویلای خود در تیولی اقامت گزید. از برخی جهات، طی سه سال آینده بوده که آنتینوس به معشوق شخصی وی بدل گردید؛ چراکه سه سال بعد وقتی وی به یونان عزیمت نمودْ آنتینوس را به عنوان قِسمی از خدم و حشم با خود به همراه بُرد.

"شیوه ای که هادریانوسْ پسرک را در سفرهایش با خود می‌بُرد، وی را در هنگامهٔ مراسمات التذاذ روحانی، اخلاقی یا بدنی در کنار خود می‌نشاند، حول و حوش خود را با تصاویر وی محصور می‌نمود، [همگی] نشانگر شوقی وافر به حضور وی (آنتینوس) اند؛ نیازی رازآلود ــ ایمانی برای در کنار او بودن."
رویستون لمبرت، 1984 

لمبرت آنتینوس را به عنوان «تنها شخصی که ظاهراً به طرز عمیقی با هادریانوس در سرتاسر باقی زندگی اش پیوند خورده بود» توصیف کرد. ازدواج هادریانوس با ویبیا سابینا نافرخنده بود و شواهد قابل اتکایی وجود ندارند که وی حتی گرایش سکسی نسبت به زنان نشان داده باشد، بر خلاف بسی شواهد اولیهٔ قابل اتکا که نشان می‌دهند وی از لحاظ سکسی شیفتهٔ پسران و مردان جوان بوده‌است. برای سده‌ها، روابط آمیزشی میان یک مرد و یک پسر در میان طبقات مرفه و برخوردار از حقوق شهروندیِ [جامعهٔ] یونانی از لحاظ اجتماعی پذیرفته شده بود؛ چنان‌که فرد مسن تر را اِراستس∗(عاشقی که میان ۲۰ و ۴۰ سال سن داشت) می‌نامیدند که عهده‌دار سرپرستی یک اِرومنوس∗ (معشوقی که میان ۱۲ تا ۱۸ سال سن داشت) و ایفای نقشی محوری در آموزش دادنش بود. هادریانوسْ آنتینوس را در هیئت یک مستخدم مورد علاقه با خود بُرد، زمانی که هر یک به ترتیب ۴۸ و ۱۳ سال سن داشتند. چنین سنت اجتماعیِ شاهدبازی برخاسته از فرهنگ رومی نبود هر چند دوجنس‌گرایی در بدو سدهٔ دومْ خود یک هنجار در میان طبقات والای جامعهٔ روم بود و از لحاظ اجتماعی نیز به‌طور گسترده‌ای پذیرفته شده بود.

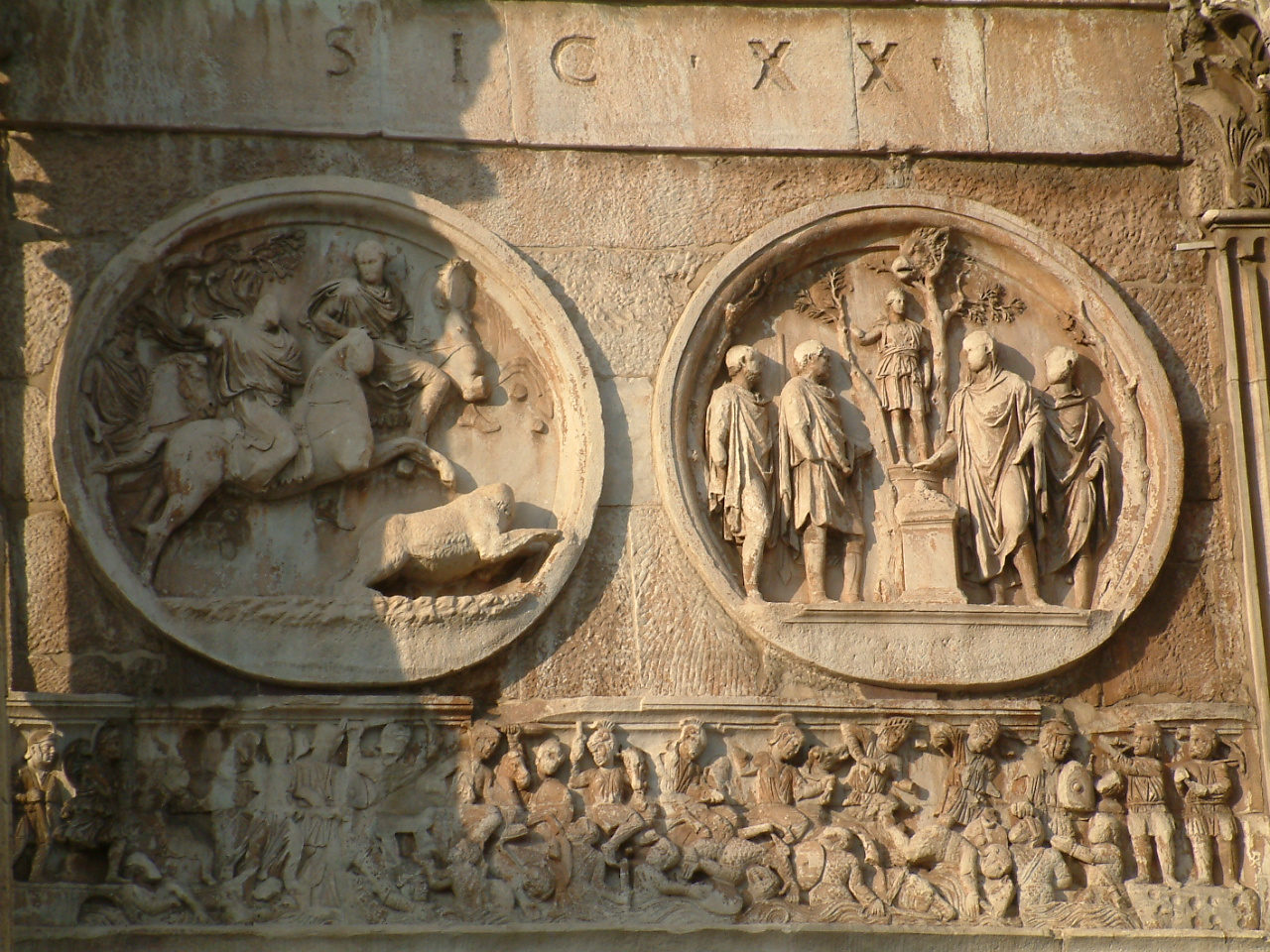
یک توندو (tondo) که شکار شیر توسط هادریانوس در معیت آنتینوس را به تصویر می‌کشاند.

معروف است که هادریانوس اعتقاد به هوشمندی و عاقلیِ آنتینوس داشت، و اینکه آنها علاقهٔ مشترکی به شکار کردن داشتند، [چیزی] که در فرهنگ رومی چونان تفریحی خصوصاً مردانه دیده می‌شد. دانسته شده که هادریانوس یک خودزندگی‌نامه و یک شعر اروتیک در باب پسرانی که معشوقش بودندْ نگاشت، هر چند امروزه از میان رفته‌اند؛ همچنین در مورد آنتینوس نیز احتمالاً نوشته‌است. منابع اولیه به وضوح ابراز می‌دارند که رابطهٔ میان هادریانوس و آنتینوس سکسی بوده‌است. شواهدی وجود ندارند که در طول روابط شانْ آنتینوس حتی از تأثیر و نفوذش بر امپراتور برای دستاوردهای شخصی یا سیاسی سود جسته باشد.

در مارس ۱۲۷، هادریانوس _شاید به همراهی آنتینوس_ به ناحیهٔ سابینی ایتالیا، پیچه نوم∗، و کامپانیا سفر نمود. از ۱۲۷ تا ۱۲۹ امپراتور به مرضی دچار گردید که پزشکان از توضیح آن عاجز بودند. در آوریل ۱۲۸ وی سنگ زیربنای معبد ونوس و روما∗ در شهر رُم را طی یک تشریفات مذهبی پایه ریخت و به احتمال فراوان آنتینوس نیز وی را همراهی می‌نموده‌است. از آنجا، هادریانوس در معیت آنتینوس به بازدید از آفریقا رفت. در پایان ۱۲۸ هادریانوس و آنتینوس در کورینتوس اتراق کردند و سپس به آتن رفتند، جایی که تا مه ۱۲۹ در آنجا ماندند و ویبیا سابینا و پدانیاس فوسکوس جوانتر∗ نیز در معیت آن دو بودند. در آتن بود که در سپتامبر ۱۲۸ در جشن سالانهٔ اسرار الوزینیا حضور یافتند؛ جایی که هادریانوس در ورود به جایگاه اِپوپتس∗ در تلستریون∗ مورد پاگشایی قرار گرفت. عموماً مقبول است که آنتینوس نیز در همان هنگامه مورد پاگشایی قرار گرفت _هر چند ثابت نشده‌است.
از آنجا آنان روانهٔ آسیای صغیر و در ژوئن ۱۲۹ در انطاکیه مستقر شدند، جایی که برای یک سال در آنجا ماندند و از سوریه و یهودا∗ دیدن کردند. از آنجا بود که هادریانوس بطور فزاینده ای منتقد فرهنگ یهودی گردید، [فرهنگی] که وی از مخالفت‌هایش با رومی سازی∗ هراسناک بود؛ و برای همین سیاست‌هایی اعمال نمود که عمل ختنه را قدغن و دستور به ساخت معبدی برای ژوپیتر (معادل رومیِ زئوس) در حرم شریف داد. از آنجا روانه مصر شدند و در اوت ۱۳۰ به اسکندریه رسیدند و در آنجا از تابوت‌دان اسکندر بزرگ دیدن نمودند. هر چند مورد شادمانی و استقبال عموم قرار گرفتند اما برخی انتصابات و اقدامات هادریانوسْ خشم نخبگان اجتماعی هلنیِ (یونانی) شهر را برانگیخت؛ کسانی که شروع به شایعه پراکنی در مورد فعالیت‌های سکسی وی نمودند، از جمله روابطش با آنتینوس.
به زودی، و احتمالاً در سپتامبر ۱۳۰، هادریانوس و آنتینوس به سوی غرب یعنی لیبی رهسپار شدند، جایی که راجع به یک شیر ماروسیایی∗ که اسباب دردسر برای مردم محلی بودْ شنیده بودند. آنها شیر را شکار نمودند، و هرچند تفصیل حوادث ناروشن هستند آشکار است که هادریانوس در طول تقابل با شیر جان آنتینوس را نجات داد؛ پیش از اینکه حیوان درنده کشته شود. هادریانوس واقعه را به اطلاع عموم رساند، مدال‌هایی برنزین به افتخار آن ضرب کرد، تاریخ نگاران را فرمان داد راجع به آن بنویسند، پانکراتس∗ را مأمور سرودن شعری در این باب نمود، و توندویی∗ که ماجرا را به تصویر می کشانْد نیز ساخته شد که بعدها بر طاق کنستانتین نهاده شد. در این توندو روشن است که آنتینوس دیگر یک نوجوان نیست، عضلانی و پُرمو تر شده، و در نتیجه قادر به مقاومتِ بیشتر در برابر سرورَش است؛ همچنین احتمال می‌رود که روابطش با هادریانوس در نتیجهٔ این تغییراتْ دگرگون شده باشد.

## مرگ

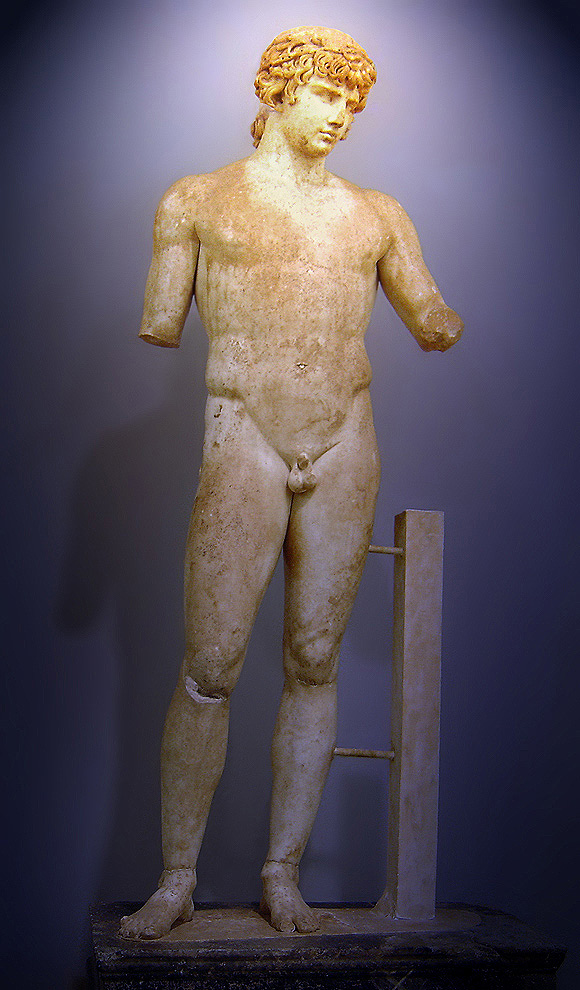
تندیس آنتینوس (کشف شده در دلفی به سال ۱۸۹۴)، چند رنگ، از جنس مرمر پاریان، ساخته شده در طول زمامداری امپراتور هادریانوس (۱۳۸–۱۱۷ میلادی)

در پایان سپتامبر یا آغاز اکتبر ۱۳۰، هادریانوس و همراهانش از جمله آنتینوس در هلیوپلیس جمع شدند تا با ناوگان کوچکی در طول رود نیل بر خلاف جریان آب حرکت کنند. این همراهان شامل صاحب منصبان، فرماندار انتظامی∗، فرماندهان ارتش و ناوگانی، و همین‌طور چهره‌های ادبی و علمی بودند. احتمال می‌رود که همراه آنان لوچوس چِیونیوس کومودوس∗ نیز بوده باشد، آریستوکرات جوانی که ممکن است آنتینوس وی را به سان رقیبی در جلب توجه امپراتور نگریسته باشد. در طول سفرشان در نیل، آنان در هرموپولیس مانیا (شهر هرمس) توقف نمودند؛ مکانی که زیارتگاه اولیهٔ ایزد تحوت بود. به مدت کوتاهی پس از آن در اکتبر ۱۳۰ _نزدیک به زمان برگزاری فستیوال ازیریس_ بود که آنتینوس به رودخانه سقوط کرد و جان باخت. هادریانوس مرگ وی را به صورت عمومی اعلام نمود، و به زودی شایعاتی بر سر زبان‌ها پیچیدند که وی از روی عمد کشته شده‌است. مرگ وی تا به حال چونان راز مانده‌است، و ممکن است که هادریانوس خود نیز هیچگاه [علت آن را] ندانسته باشد؛ به هر حال، فرضیه‌های گوناگونی پیش کشیده شده‌اند:
- یک فرضیه بر این است که وی به سبب توطئه ای در دربار کشته شده‌است. اما لمبرت تأکید دارد که چنین چیزی غیرمحتمل است چرا که هیچگونه مدرک تاریخی برای این ادعا موجود نیست و آنتینوس نیز خود ظاهراً نفوذ و تأثیری اندک بر هادریانوس داشت، و معنایش این است که یک ترور به خاطر هدفی کوچک انجام گرفته‌است.[۳۴]
- فرضیهٔ دیگر بر این است که آنتینوس در طول یک عملاخته سازی داوطلبانه (به عنوان تلاشی برای حفظ جوانی و البته جذابیت جنسی ای که برای هادریانوس داشت) مُرده باشد. هر چه باشد این نیز غیر محتمل است چرا که هادریانوس هر دوی اخته سازی و ختنه را چونان اعمالی نفرت‌انگیز می‌دید و نیز آنتینوس در زمان مرگش میان ۱۸ تا ۲۰ سال سن داشت و چنین عملی بی تأثیر می‌بود.[۳۵]
- امکان سوم اینست که مرگش تصادفی بوده؛ شاید آنتینوس مست گردیده بود. اما در مدارک و منابعِ برجای ماندهْ هادریانوسْ مرگ [ــِـ وی] را یک تصادف توصیف نمی‌کند؛ لمبرت پنداشته که این [فرضیه] غیرقابل اطمینان باشد.[۳۶]
- احتمال دیگر اینست که آنتینوس خود خواستار هبه انسانی بوده‌است. مدارک اولیهٔ برجای مانده برای این [فرضیه] از نوشته‌های دیون کاسیوس نشأت می‌گیرند _۸۰ سال پس از واقعه_ و این [فرضیه] متعاقباً در بسیاری از منابع بعدی تکرار شد. در امپراتوری رومِ سده دوم، این باور که مرگ یک شخص می‌توانست منجر به بازگردانیِ سلامتی شخص دیگری گرددْ شایع بود و هادریانوس نیز برای سالها از بیماری در رنج بود؛ در این سناریو، ممکن بود آنتینوس با اعتقاد به اینکه هادریانوس سلامتی اش را باز یابدْ خود را قربانی کرده باشد.[۳۷]

اگر فرضیهٔ آخر درست می‌بود، هادریانوس نمی‌توانست علت مرگ آنتینوس را اعلام کند چرا که مایل نبود خود را از حیث جسمی یا سیاسیْ ناتوان نشان دهد. حقیقت این است که هادریانوس هبهٔ انسانی∗ را نمی‌پسندید و در امپراتوری قوانینی که علیه آن بودند را تقویت نموده بود.

## ایزد انگاری و فرهنگ آنتینوسی

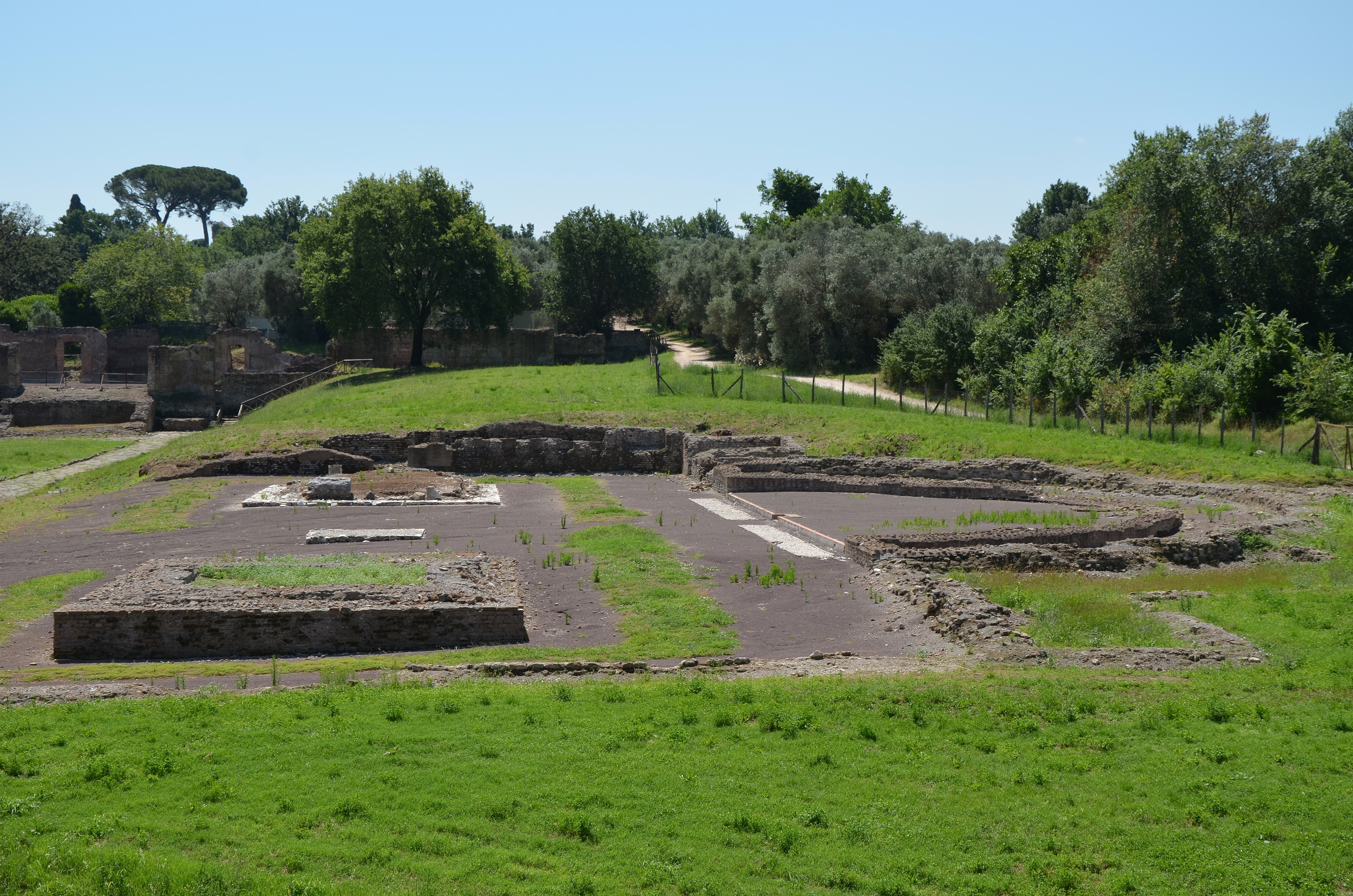
ویرانه‌های آنتینوئیون در ویلا آدریانا.

هادریانوس با مرگ آنتینوس روحیه خود را باخت، و ممکن است عذاب وجدان نیز تجربه کرده باشد. در مصر، روحانیون محلی فوراً آنتینوس را با به رسمیت شناختنِ وی در کنار ازیریس به خاطر شیوه مرگشْ مقام ایزدی بخشیدند. بر پایه سنت مصری، شاید بدن آنتینوس توسط روحانیون عطرآگین و مومیایی شد؛ عملیاتی طولانی که می‌تواند توضیحی باشد برای این که چرا هادریانوس تا بهار ۱۳۱ در مصر ماند. در آنجا، در اکتبر ۱۳۰، هادریانوس آنتینوس را یک خدا اعلام نمود و اظهار داشت که بایستی شهری به عنوان یادبود در محل مرگش بنّا گردد و آنتینوپولیس نامیده شود. ایزدانگاریِ موجودات انسانی در جهان باستانی امری نامعمول نبود اما ایزدانگاری عمومی و رسمیِ انسان‌ها [فقط] برای امپراتور و اعضای خاندان سلطنتی محفوظ بود؛ همچنین تصمیم هادریانوس دال بر اعلام آنتینوس چونان یک خدا و ابداع سنت رسمی ای که به [پرستش] وی اختصاص داشتْ بس نامعمول می‌نمود، و وی این کار را بدون مجوز از سوی سنا انجام داد. هر چند فرهنگ آنتینوسی∗ پیوندهایی با سنت پرستش امپراتوری∗ داشت اما از آن جدا و متمایز باقی ماند. هادریانوس همچنین ستاره ای در آسمان بین عقاب و منطقةالبروج را آنتینوس معرفی کرد، و بر آن بود که نیلوفر آبی قرمز رنگی که بر کرانه‌های نیل می روئید را گلی به یاد آنتینوس اعلام کند.
اینکه جسد آنتینوس دقیقاً در کجا به خاک سپرده شدْ مشخص نیست. استدلال شده که یا بدن وی یا برخی عتیقه‌های مربوط به وی در زیارتگاهی در آنتینوپولیس مدفون شده باشند، هر چند هنوز لازم است از لحاظ باستان شناختی مورد هویت یابی قرار گیرند. به هر حال یک ابلیسکِ باقی ماندهٔ موجود محتوی حکاکی∗هایی است که قویاً بیان می‌دارد جسد وی در ملک شخصی هادریانوس به نام ویلا آدریانا (در تیولی ایتالیا) به خاک سپرده شده‌است.

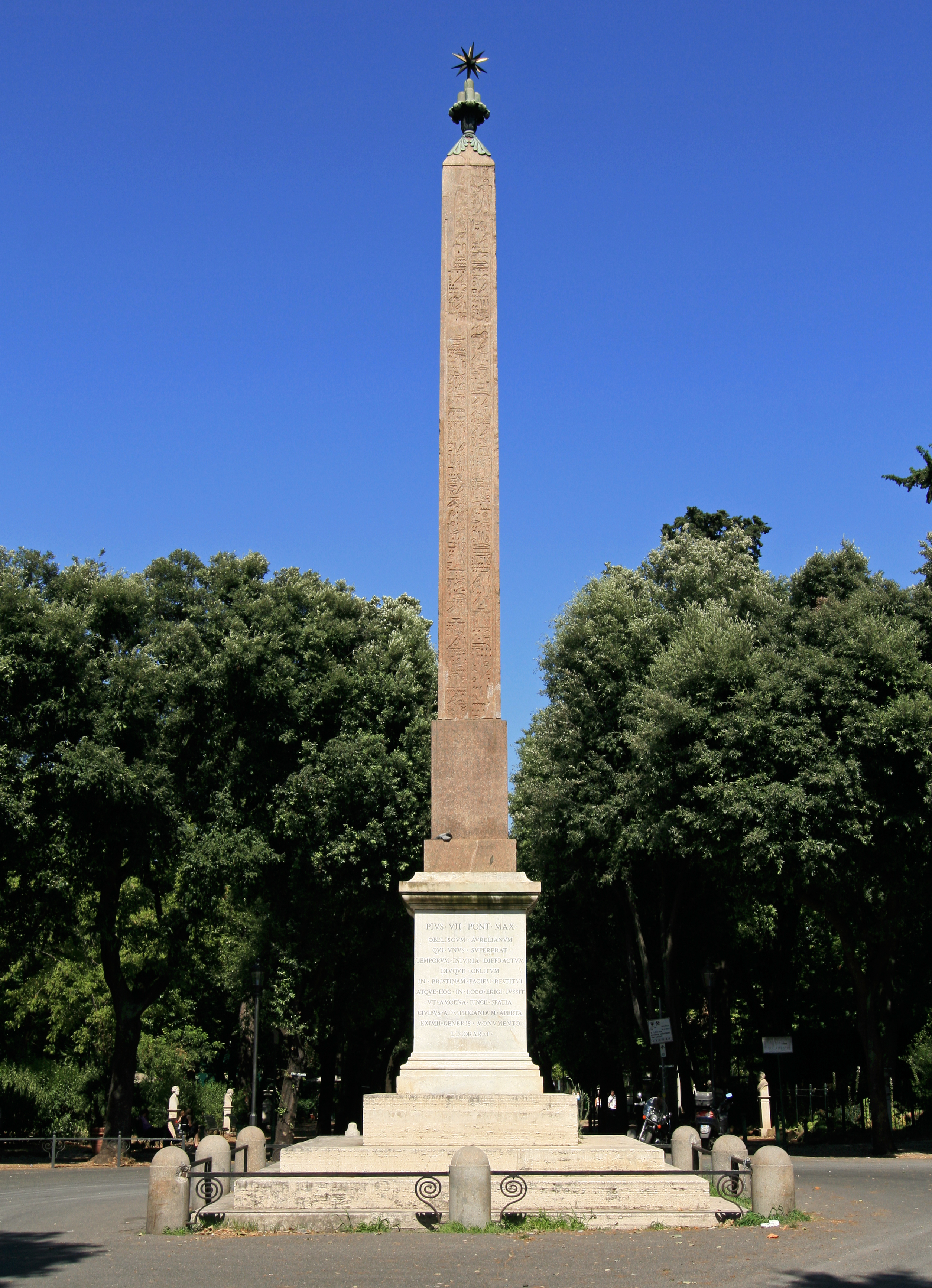
ابلیسک آنتینوس در تپهٔ پینچو، روم.

روشن نیست که هادریانوس خالصانه به ایزدانگاشتگی آنتینوس معتقد شده باشد. وی همچنین باید انگیزه‌های سیاسی برای ابداع این فرهنگ آنتینوسی متمرکز، برای این وفاداری‌های سیاسی و شخصیِ منحصر به خودش، داشته باشد. در اکتبر ۱۳۱ وی رهسپار آتن گردید، جایی که وی از ۳۲\۱۳۱ پایه‌های پان هلنیون∗ را پی ریخت؛ تلاشی برای تشویق خودآگاهی یونانی، به تحلیل بردن کشمکشِ شایع میان دولت-شهرهای یونانی، و ترغیب پرستش خدایان باستانی. آنتینوسِ ایزد که خود یک یونانی‌تبار بود به تلاش‌های هادریانوس در این باره نیز کمک می‌کرد و نشانگر نمادی برای اتحاد پان-هلنیستی∗ بود. در آتن، هادریانوس همچنین فستیوالی به افتخار آنتینوس در ماه اکتبر (ماه فوت آنتینوس) تأسیس نمود که به نام آنتینوئیا∗ خوانده می‌شد.
آنتینوس در نزد پرستندگانِ مختلفشْ به طُرُق گوناگونی دریافته شد، تا حدودی به خاطر تفاوت‌های محلی و فرهنگی. در برخی حکاکی‌ها و نوشته ها∗ وی به سان یک قهرمان ایزدی∗ ادراک شد، در برخی همچون یک خدا، و در برخی نیز هم به سان یک قهرمان ایزدی و هم به سان یک خدا. در بسیاری از کتیبه∗های مصریْ وی هم در قامت یک قهرمان و هم در قامت یک خدا توصیف شده‌است، در حالی که در مابقیْ وی تماماً خدا انگاشته شده‌است؛ و در مصر وی اغلب به مثابه یک دایمون∗ شناخته شده بود. کتیبه‌ها نشان می‌دهند که آنتینوس در درجه اول به سان خدایی خیرخواه نگریسته شد، [خدایی] که می‌توانست پرستندگانش را دستگیری کرده و درد و ناراحتی آنان را بهبود دهد. وی همچنین چونان [خدایی] مسلط بر مرگ نیز دیده شد، به طوری که نام و تصویرش اغلب در تابوت‌ها موجود بودند.

### آنتینوپولیس
شهر آنتینوپولیس بر مکان هیر-وِ∗ بنّا شده بود. تمامی ساختمان‌های قبلی به استثنای معبد رامسس دوم با خاک یکسان شدند. هادریانوس همچنین انگیزه‌های سیاسی نیز برای آفرینش شهر آنتینوپولیس داشت؛ [شهری] که قرار بود اولین شهر هلنی∗ در ناحیه نیل میانی باشد، همچنین می‌بایستی پایگاهی برای فرهنگ یونانی در ناحیه مصر باشد. برای تشویق مصریان به ادغام در این فرهنگ یونانیِ وارداتی، وی جواز ازدواج یونانیان و مصریان در شهر را صادر کرد و اجازه داد که خدای اصلیِ شهرِ هیر-و یعنی بِس در کنار ایزد اصلیِ نوظهورِ شهر یعنی ازیریس-آنتینوس پرستش گردد. وی یونانیانِ جاهای دیگر را تشجیع نمود در شهر نوبنیاد سکونت گزینند، [و برای همین] از مشوق‌های گوناگونی بهره گرفت. شهر بر پایه یک طرح مشبک شهر طراحی گردید، که خود ویژگی نوعی شهرهای هلنی∗ بود، و به ستون‌ها و تندیس‌های بسیاری از آنتینوس و همین‌طور معبدی که به ایزد∗ اختصاص یافته بودْ آراسته شد.

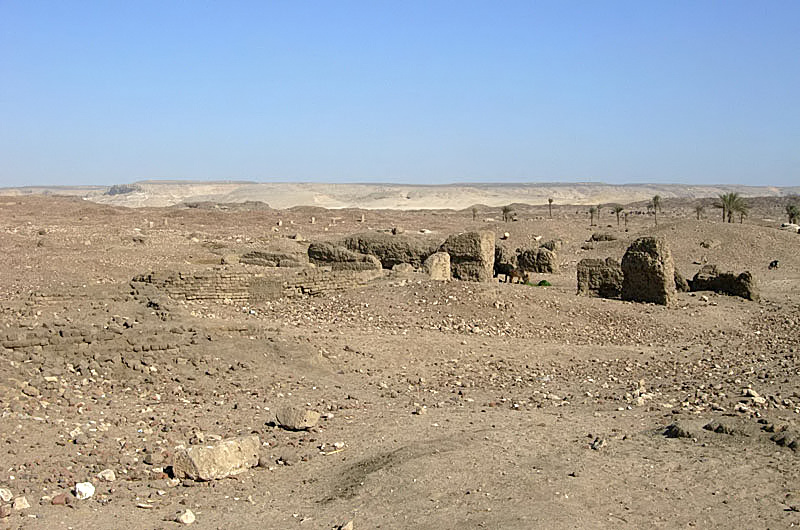
آنتینوپولیس در مصر کنونی.

هادریانوس اعلام کرد که بازی (مسابقه)هایی در بهار ۱۳۱ در شهر به افتخار آنتینوس برگزار خواهند شد. این [بازی‌ها] که به نام آنتینوئیا∗ شناخته می‌شدند برای سده‌ها به صورت سالانه برگزار، و به سان مهم‌ترین [رویداد] در مصر نگریسته شدند. رویدادها شامل مبارزهٔ قهرمانان، مسابقات گردونه و اسب سواری، و فستیوال‌های هنری و موسیقایی، با جوایزی همچون [اعطای حقوق] شهروندی، پول، توکن∗ها، و کمک معیشتی رایگان در طول حیات∗ می‌شدند.
آنتینوپولیس به رشد خود ادامه داد تا به یک عصر بیزانسی بدل گشت و با تغییر کیشِ امپراتوریْ مسیحی شد، اما در سده‌های آینده همچنان اسرارآمیزی خود را حفظ کرد. در طول سده‌ها، سنگ یادبودِ [این] شهرِ هادریانوسی برای ساخت و ساز خانه‌ها و مساجد ویران گردید. در سدهٔ ۱۸اُم، ویرانه‌های آنتینوپولیس هنوز مشهود بودند و توسط برخی جهانگردان اروپایی از جمله یک میسیونر یسوعی به نام کلود سیکار∗ در ۱۷۱۵ و یک نقشه‌بردار∗ به نام اِدمه-فرانسوا ژومار∗ در حدود ۱۸۰۰ ثبت و ضبط شدند. اما در سده ۱۹اُم آنتینوپولیس به واسطهٔ تولیدات صنعتی محلی تقریباً نابود گردید به طوری که گچ فرنگی∗ و سنگ آهک∗ به خاطر پودرش سوزانده شدند و سنگ یادبود نیز در ساخت یک سد و کارخانهٔ شکر مورد استفاده قرار گرفت.

### رواج سنت آنتینوسی
هادریانوس مشتاق به گستراندن سنت آنتینوسی در سراسر امپراتوری روم بود. وی بر گسترش آن در سرزمین‌های یونانی تمرکز نمود، و در تابستان ۱۳۱ به این مناطق سفر نمود تا با ارائه تلفیقی از آنتینوس و یک ایزدِ شناخته شده تر یعنی هرمس، این (سنت آنتینوسی) را تشویق نماید. در سفری به تراپزوس (امروزه با عنوان ترابزون در ترکیه) در ۱۳۱، وی تأسیس معبدی مختص به هرمس را اعلام کرد، جایی که ایزد احتمالاً به عنوان هرمس ــ آنتینوس مورد پرستش واقع بود. هر چند هادریانوس ترجیح داد [نام و یاد] آنتینوس با هرمس مأنوس گردد، وی (آنتینوس) در سراسر امپراتوری خیلی بیشتر با ایزد دیونیسوس تلفیق شده بود [تا با هرمس]. [این] سنت همچنین در مصر نیز رواج داشت، و در سالیان کوتاهی پس از پایه‌گذاری اش، قربان‌گاهها و معابدی به افتخار [این] ایزد در هرموپلیس (با نام فعلی الاشمونین)، اسکندریه، اوکسیرینخوس، تبوتنیس∗، لوکوپلیس∗(با نام فعلی اسیوط)، و اقصر ساخته شده بودند.
سنت آنتینوس هیچگاه به بزرگی سنت‌های خدایانِ شناخته شده و کُهنی مانند زئوس، دیونیسوس، دمتر، یا اسکله پیوس یا حتی به بزرگی سنت‌هایی که در آن زمان رو به محبوبیت می‌نهادند، مانند ایسیس یا سراپیس هم نبود و نیز کوچکتر از سنت امپراتوری رسمی خودِ هادریانوس بود. با وجود این، به سرعت در سراسر امپراتوری گسترش یافت، به گونه ای که ردّهایی از [این] سنت حداقل در ۷۰ شهر یافته شده‌اند. [این] سنت در مصر، یونان، آسیای صغیر، و ساحل شمالی آفریقا محبوب تر از همه جا بود اما جامعه ای بزرگ از پرستندگانْ در ایتالیا، اسپانیا، و اروپای شمال-غربی نیز وجود داشتند. دست‌ساختههایی به افتخار آنتینوس در ناحیه ای که از بریتانیا تا دانوب گسترده استْ نیز کشف شده‌اند.
هر چند پایه‌گذاری سنت آنتینوسی در برخی موارد برای رضایت خاطر هادریانوس انجام گرفته بود، شواهد روشن می‌سازند که [این] سنت در میان طبقات گوناگون اجتماعی در امپراتوری نیز خالصاً محبوبیت داشت، و یافته‌های باستان شناختی اظهار می‌دارند که آنتینوس در هر دوی مکان‌های عمومی و شخصی پرستش شده بود. [بعدها] در مصر، آتن، مقدونیه و ایتالیا، کودکان به نام این ایزد نامیده شدند.
بخشی از این محبوبیت بدین خاطر بود که آنتینوس خود یک انسان بود، و همچنین نسبت به خدایان دیگر [با موجود انسانی] مرتبط تر بود. همچنین ممکن است که این سنت اعتبار و قدرت خود را از نامیرایانِ مردِ زیباروی یونانی-رومی مانند آپولو، دیونیسوس و سیلوانوس∗ و نیز میرایانِ نوجوانی که در اساطیر کلاسیک مورد عشق خدایان قرار گرفتند مانند گانومده، هولاس، هیاکینتوس، و نارکیسوس به عاریت گرفته باشد؛ و اینکه ایده‌های نفسانیِ∗(شهوانی) نوجوانیْ خود سبب پیوندِ اروتیکِ تخیلی ای میان خودش و پرستندگانش گردید. این خصایص در سنت‌های آتیس، اندومیون، و آدونیس نیز مشترک بودند. همانند آخری، به آنتینوس چونان یک خدای میرنده و زنده شونده∗ نگریسته شد؛ نه تنها در مصر بلکه در رم و یونان؛ [به طوری که] ابلیسک آنتینوس در رمْ وی را تحت نام " اُزیرآنتینوس "چونان یک "باز زنده شونده"∗ و " جاودان "∗ توصیف می‌کند.
حداقل ۲۸ معبد به جهت پرستش آنتینوس در سراسر امپراتوری ساخته شدند؛ هر چند بیشتر آنها دارای طراحی نسبتاً محقری بودند، آنهایی که در تارسوس∗، فیلادفیا∗، و لانوویوم∗ بودند دارای رواقی چهار ستونه بودند. ظاهراً آن [معابدی] که هادریانوس مستقیماً بر آنها نظارت داشت_ مانند معابدی که در آنتینوپولیس، بیتینیون، و مانتینریا∗ بودند_ اغلب باشکوه تر بودند، در حالی که در بیشتر موارد زیارتگاه‌ها یا قربان گاه‌های مختص به آنتینوس باید داخل یا نزدیکِ معابدِ از پیشْ موجودِ متعلق به سنت امپراتوری یا دیونوسوس یا هرمس ساخته می‌شدند.

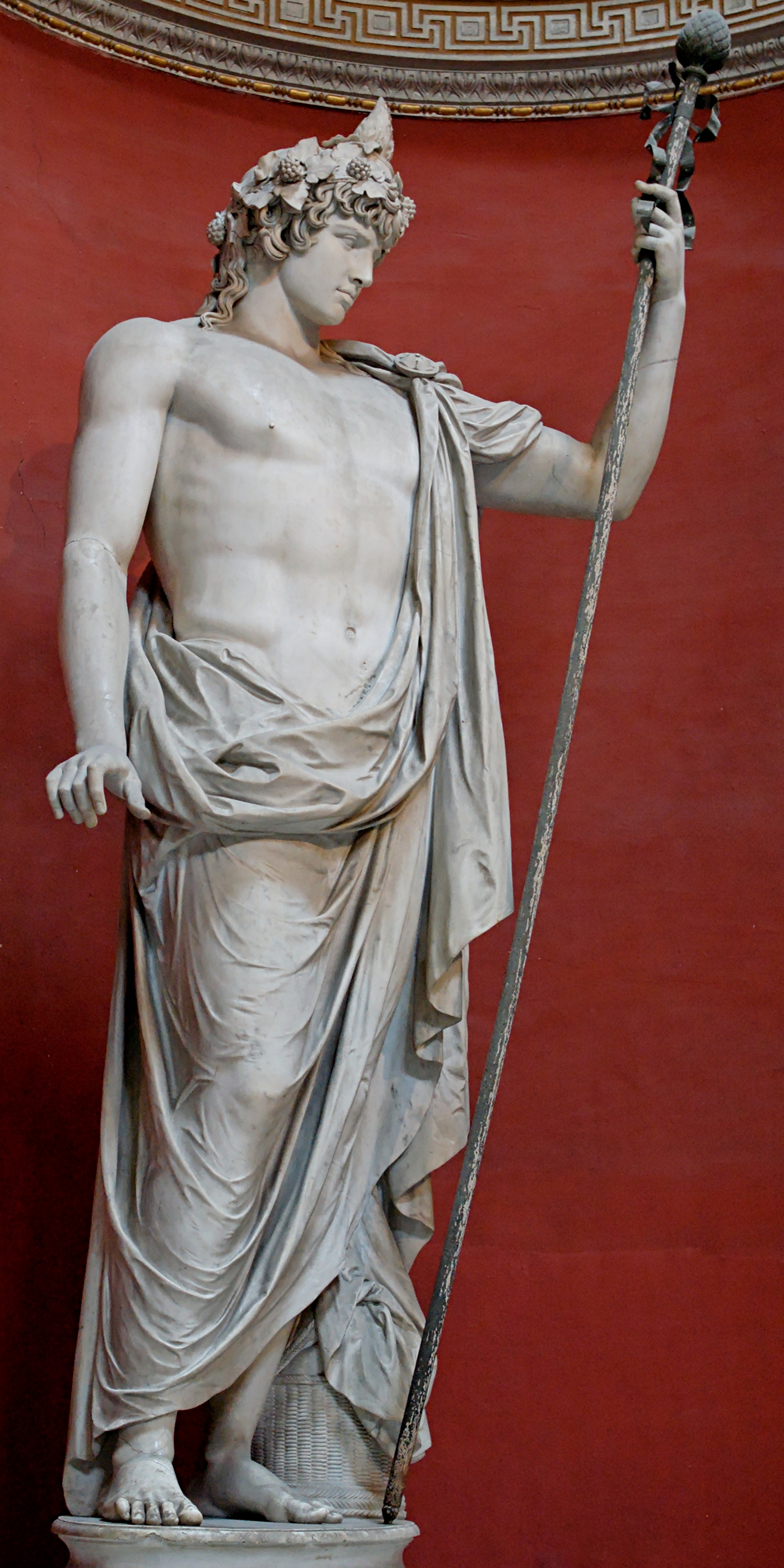
تندیس آنتینوس در موزه‌های واتیکان.

تندیس‌های آنتینوس رواج یافتند، به طوری که ممکن است هادریانوس یک مدل [تندیسِ] الگوییِ آنتینوس را پسندیده باشد [و امر کرده باشد که] دیگر تندیس‌ها از آن الگو گیرند. این تندیس‌ها در مقیاسی عظیم بین سال‌های ۱۳۰ و ۱۳۸ ساخته شدند، به طوری که تخمین زده می‌شود حدود ۲۰۰۰ عدد باشند، از این تعداد تنها ۱۱۵ عدد باقی مانده‌اند. ۴۴ عدد در ایتالیا یافت شده‌اند _نصف آنها در ملک شخصی امپراتور یعنی ویلا آدریانا_ در حالی که ۱۲ تا در یونان و آسیای صغیر، و ۶ تا در مصر یافت شدند. بیش از ۳۱ شهر در امپراتوری _که اکثریت آنها در یونان و آسیای صغیر بودند_ سکّه‌هایی که تصویر آنتینوس را در خود داشتند را توزیع نمودند؛ به خصوص بین سال‌های ۳۵_۱۳۴. بسیاری از [آنها] برای استفاده به عنوان مدال آفریده شدند نه پول رایج؛ برخی از آنان نیز به عمد با سوراخی آفریده می‌شدند تا بلکه بتوانند از گردن آویزان گردند و به عنوان طلسم نیز به کار بروند.تولید بسیاری از دست‌ساختههایی که بر پایه [خصایص] آنتینوس تولید شدندْ پس از دهه ۱۳۰ متوقف شدند؛ هر چند چنین دست ساخته‌هایی برای سده‌ها همچنان توسط پیروان فرهنگ آنتینوسی مورد استفاده بودند. بازمانده‌های اخیر از سنت آنتینوسی به نسبت زیادی در امپراتوری روم شرقی بودند، جایی که ورود او به بارگاه خدایان سهل تر ادراک شده بود.
بازی‌های به افتخار آنتینوس در حداقل ۹ شهر برگزار شدند، و هم شامل مؤلفه‌های قهرمانانه (رقابتی) و هم هنری بودند. بازی‌ها در بیتینی (زادگاهش)، آنتینوپولیس، و مانتینِیا∗ تا آغاز سدهٔ سوم میلادی همچنان پابرجا بودند؛ در حالی که آنهایی که در آتن و الوزیس برگزار می‌شدند تا ۶۷_۲۶۶ هنوز عملیاتی بودند. شایعاتی در سراسر امپراتوری رواج داشت که در مرکز فرهنگی آنتینوس در آنتینوپولیس، «شب‌های مقدس»∗ی وجود داشتند که خصیصه‌شان کارناوال‌های مست و شاید می‌گساری‌های سکسی بود.

### انتقادات
سنت آنتینوسی توسط بسیاری از اشخاص، چهبت‌پرست و چه مسیحی، مورد نکوهش قرار گرفت. منتقدان عبارت بودند از پیروان دیگر سنت‌های بت‌پرستی مانند پوسانیاس، لوثین، و امپراتور ژولیان؛ کسانی که نسبت به خداانگاری آنتینوس مظنون، و در کل منتقد هادریانوس بودند. فیلسوف پاگانی (بت‌پرستی) به نام کلسوس نیز این (سنت آنتینوسی) را به خاطر آنچه که «سرشت هرزهٔ پرستندگان مصری اش» می دیدْ مورد انتقاد قرار داد، و استدلال نمود که این [سنت] سبب گمراهی مردم به سوی رفتارهای غیراخلاقی شده، و بر همین اساس آن را با مسیحیت قیاس نمود. نمونه‌های بازمانده از محکومیت سنت‌های آنتینوسی توسط مسیحیت از چهره‌هایی مانند ترتولیان، اوریجن، جروم، و اپیفانیوس∗ نشأت می‌گیرند. با نگریستن به این مذهب (سنت آنتینوسی) به عنوان رقیبی ضددینی برای مسیحیت، آنان بر این [استدلال] پای می‌فشردند که آنتینوس صرفاً یک انسان فانی بوده‌است، و روابط سکسی وی با هادریانوس را غیراخلاقی خوانده و آنرا کوبیدند. آنان ضمن تداعی سنت وی با سحر و جادوی شیطانی استدلال نمودند که هادریانوس پرستش وی را با ایجاد رعب و وحشت تحمیل کرده بود.
در طول کشمکش‌های میان مسیحیان و پاگان‌ها (بت پرستان) در رومِ سدهٔ چهارم، آنتینوس به قهرمانی برای پیروان دومین گروه بدل گشت. به عنوان پیامد، شاعری مسیحی به نام پرودنتیوس∗ در ۳۸۴ میلادی پرستش وی (آنتینوس) را کوبید، اما در همان حال کُنتورنیات∗های هفتگانه ای که آنتینوس را به تصویر می‌کشاندند و بر پایه طرح‌های [کنتورنیات‌هایی] بودند که در دهه ۱۳۰ انتشار یافته بودندْ، توزیع شدند. بسیاری از تندیس‌های آنتینوس توسط مسیحیان و همین‌طور اقوام بربرِ مهاجم تخریب گشتند، هر چند در برخی موارد بازسازی شدند؛ تندیس آنتینوس در دلفی سقوط کرده و ساعدهایش شکسته شدند؛ پیش از اینکه در کلیسایی در جایی دیگر بازسازی گردد. بسیاری از تصاویر آنتینوس تا به هنگام منع رسمی مذاهب پاگانی در دوران زمامداری امپراتور تئودئوس یکم در ۳۹۱ میلادی همچنان در مکان‌های عمومی خودنمائی می‌کردند.

## در پیکرتراشی رومی
هادریانوس به «[تندیس گران یونانی] سفارش نمود که تندیسی از زیبایی غم آلود، خجل، و باریک اندام و شهوانی∗ دوست پسرش را بیافرینند»، و اینچنین بود که فرایندی که نام «آخرین آفرینش مستقل هنر یونانی-رومی»∗ را بر خود نهادْ آغاز گردید. به لحاظ سنتی پندار بر این است که همگی [تندیس‌ها] بین مرگ آنتینوس در ۱۳۰ و مرگ هادریانوس در ۱۳۸ ساخته شدند، آن هم در شرایط پرسش برانگیزی که هیچ‌کس دیگری تمایلی به سفارش دادنِ ساخت آنان نمی‌داشت. نیز گمان بر این است که مدل‌هایی اصلی به کارگاه‌های ایالتی در سرتاسر امپراتوری فرستاده شدند تا مورد روگرفت (کپی برداری) واقع شوند، همچنین به‌کارگیری جرح و تعدیل‌های جزئی [در ساخت تندیس‌ها] مجاز شده بود. تأکید شده که بسیاری از این تندیس‌ها «دارای ویژگی‌های برجسته ای اند _ سینه ای پهن و ستبر، سری با موهای فرفریِ در هم ریخته، یک نگاه زل زدهٔ افسرده _ که سبب می‌شوند [این تندیس‌ها] فوراً شناخته شوند.»
در مورد صد تندیس آنتینوس که در روزگار مدرنیته (معاصر) برجای مانده‌اند، حداقل باید گفت که واقعیت قابل توجه در مورد سنت وی این است که مورد خصومت شدیدِ پیروان مسیحیتقرار گرفت؛ کسانی که دست ساخته‌ها و معابدی که به افتخار [این] نوجوان ساخته شدند را مورد غارت و ویرانی قرار دادند. در ۲۰۰۵ کلاسیک پژوهی∗ به نام کارولین ووت توانست ادعا کند که شمار آثار∗ هویت یابی شدهٔ متعلق به آنتینوس بیشتر از هر شخصیت دیگری در دوران باستان به جز آگوستو و هادریانوس می‌باشند. وی همچنین ادعا نمود که پژوهش‌های کلاسیکِ این آثارِ آنتینوسی خصوصاً به سبب تلفیق نامعمول "اسرار شرح حال گونه و دلربایی حسّانی ژرفشان∗" مهم اند.
لمبرت باور دارد که تندیس‌های آنتینوس «بدون تردید یکی از متعالی‌ترین و آرمانی‌ترین بنّاهای یادبودِ عشق شاهدبازانه∗ در سراسر دنیای باستان باقی می‌مانند» و همچنین آن‌ها را چونان «واپسین آفرینش بزرگ هنر کلاسیک» توصیف نمود.
همچنین در بسیاری از موزه‌های باستان‌شناسی در یونان از جمله از جمله موزه باستان‌شناسی ملّی∗ در آتن، موزه‌های باستان‌شناسی پاتراس، خالکیس، و دلفی∗ تندیس‌هایی از وی موجود هستند. قویاً ممکن است که این‌ها تندیس‌هایی آرمانگرا شده∗ باشند، با این وجود نشانگر چیزی اند که تمامی نویسندگان معاصر از آن به عنوان زیبائی فراطبیعی آنتینوس یاد کرده‌اند. در ۱۹۹۸ بازمانده‌های یادبودی در ویلا آدریانا کشف شدند که باستان شناسان ادعا نمودند متعلق به مقبرهٔ آنتینوس یا یکی از معابد اویند اما این ادعا به چالش کشیده شده؛ هم به واسطهٔ سرشت غیرقطعی بازمانده‌های باستانی و نیز به سبب نادیده‌گیری منابع پدرشناسی (اپیفانیوس∗، کلمنت اسکندریه∗) که نشان می‌دهند آنتینوس در معبد خود در آنتینوپولیس مدفون گشته‌است؛ شهری که به افتخار وی ساخته شد.

### ارجاعات در فرهنگ و هنر
آنتینوس تا سده‌های آینده یک چهرهٔ دارای اهمیت فرهنگی باقی ماند. چنان‌که ووت بیان کرده، وی "از منظر وقایع نامه ها∗ی بازماندهٔ تاریخ کلاسیک شاید بدنام‌ترین پسرِزیبا باشد". تندیس‌های آنتینوس از سدهٔ ۱۶اُم آغاز به نوزایش کردند؛ احتمال دارد که برخی از این نمونه‌های مدرن متعاقباً به عنوان دست‌ساختههای دوران کلاسیک به فروش رفته باشند و هنوز نیز چنین نگریسته شوند".
آنتینوس از سدهٔ ۱۸اُم به بعد توجهات خرده‌فرهنگ همجنس‌گرایی را به خود جلب نموده‌است، از معروف‌ترین نمونه‌های آن می‌توان به اوژن ساووا و فریدریش بزرگِ پروسی اشاره نمود. ووت گفته که آنتینوس به تدریج به عنوان یک "نماد گی"∗ شناخته شد. رمان‌نویس و پژوهشگر مستقل خانم سارا واترز آنتینوس را به عنوان "پیشتاز تصویرسازی همجنسگرا"∗ در اروپای پایان سدهٔ ۱۹اُم خواند. در این باره، آنتینوس جای گانومده را گرفت، کسی که اولین بازنمود هم‌جنس‌کامه در هنرهای تجسمی در رنسانس بود. نویسنده ای همجنسگرا به نام کارل هاینریش اولریخ در جزوه ای در سال ۱۸۶۵ که تحت نام مستعار " نوما نومانتیوس"∗ آنرا نگاشتْ آنتینوس را مورد گرامیداشت (تکریم) قرار داد. در این سده شهرت آنتینوس به سبب آثار داستان نویسان و پژوهشگران رو به فزونی نهاد؛ [در حالی که]بسیاری از آنان همجنسگرا نبودند.
اسکار وایلد در دو اثرش یعنی "شاه جوان"∗ (بخشی از رمان خانه انار منتشره در ۱۸۹۱) و چکامهٔ "ابوالهول"∗ (منتشره در 1894) به آنتینوس اشاره کرده‌است. در "شاه جوان" اشاره آنجایی است که شاه جوان تندیسِ "بَردهٔ بیتینیاییِ هادریانوس" را ضمن سفری می‌بوسد؛ [اقدامی که] ذوق زیباشناختی شاه جوان و "اشتیاق آتشین وی به زیبایی" را توصیف می‌کند. تصاویر سایر الگوهای زیبایی مذکر در دوران باستان، یعنی آدونیس و اندومیون نیز در همان متن مورد اشاره قرار گرفته‌اند. افزون بر این، در کتاب وایلد به نام تصویر دوریان گری هنرمندی به نام باسیل هالوارد∗ سیمای دوریان گری را چونان پدیده ای توصیف می‌کند که برای هنر وی همان اهمیتی را داراست که "تصویر آنتینوس برای تندیس گریِ یونانی متأخر". به علاوه، در یک نول به نام تلنی، یا تبدل مدال∗ که به اسکار وایلد نسبت داده شده‌است، شخصیتی به نام دِ گریو∗ اشاره ای گذرا به آنتینوس می‌کند، آنجا که احساساتش را در جریان یک اجرای موسیقی بیان می‌دارد: "من حالا دیگر دارم چیزهایی که تاکنون بسی عجیب بودند را می‌فهمم، [یعنی همان] عشقی که یک امپراتور توانمند به خاطر بَردهٔ یونانیِ زیبارویش_آنتینوس_ گرفتارش شد؛ کسی که همچون مسیح به خاطر اربابش جان سپرد". در بی نوایان اثر ویکتور هوگو شخصیتی به نام انجورلاس∗ شبیه به آنتینوس تصویر شده‌است: «یک مرد جوان فریبنده که به نوبه خود می‌توانست بسی وحشتزا نیز باشد. وی به طرزی فرشته گونه خوش سیما بود، یک آنتینوسِ وحشی.» هوگو همچنین ذکر می‌کند که انجورلاس «ظاهراً نسبت به اینکه روی زمین مخلوقی به نام زن نیز می زیَد، آگاه نیست.»
در ناله برای آنتینوس∗ اثر راینر ماریا ریلکه (منتشره در 1908) هادریانوس به سبب ایزد انگاری آنتینوس خدایان را نکوهش می‌کند.

## نگارخانه

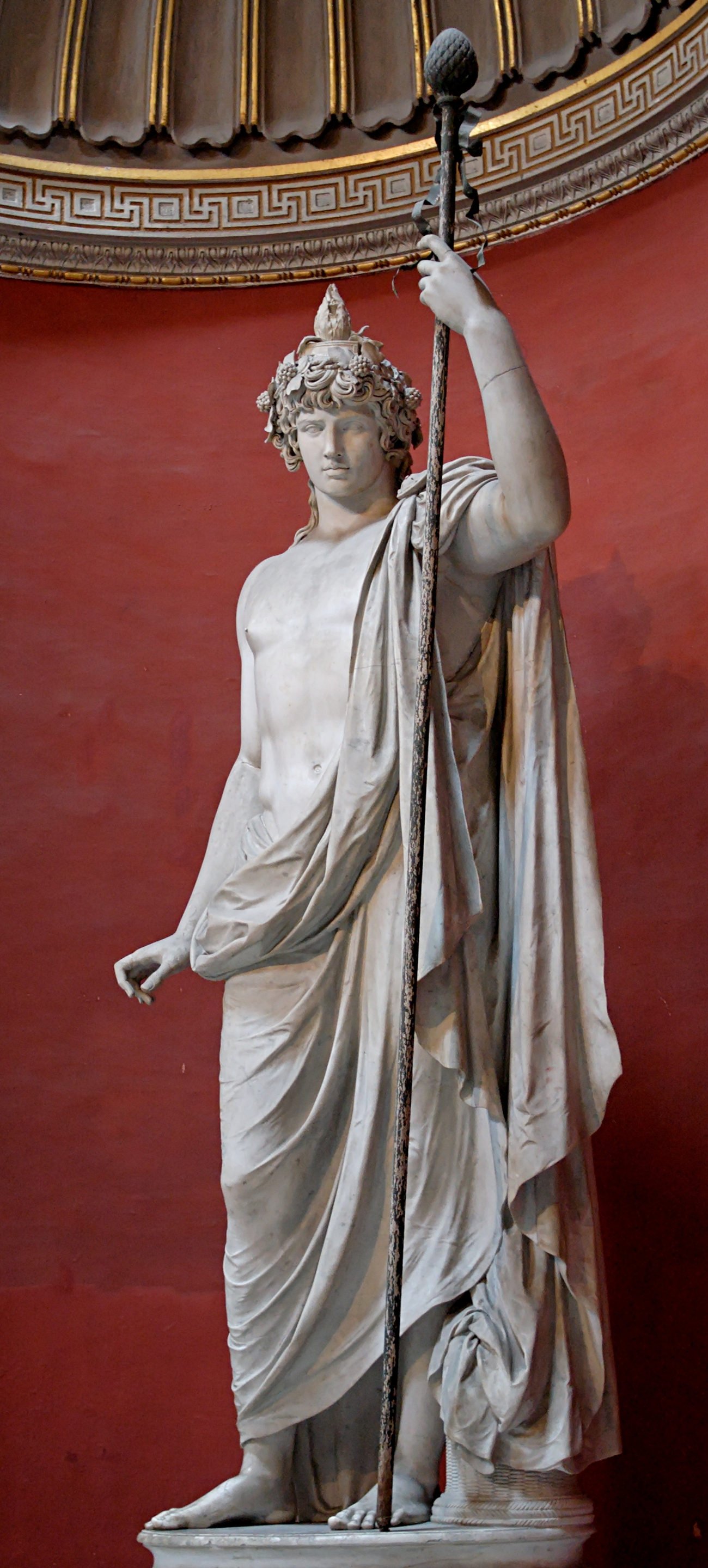
به عنوان باخوس، واتیکان
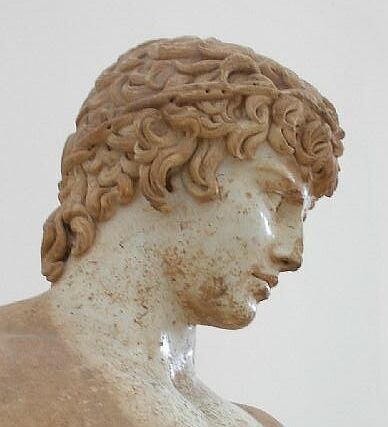
کشف شده در دلفی
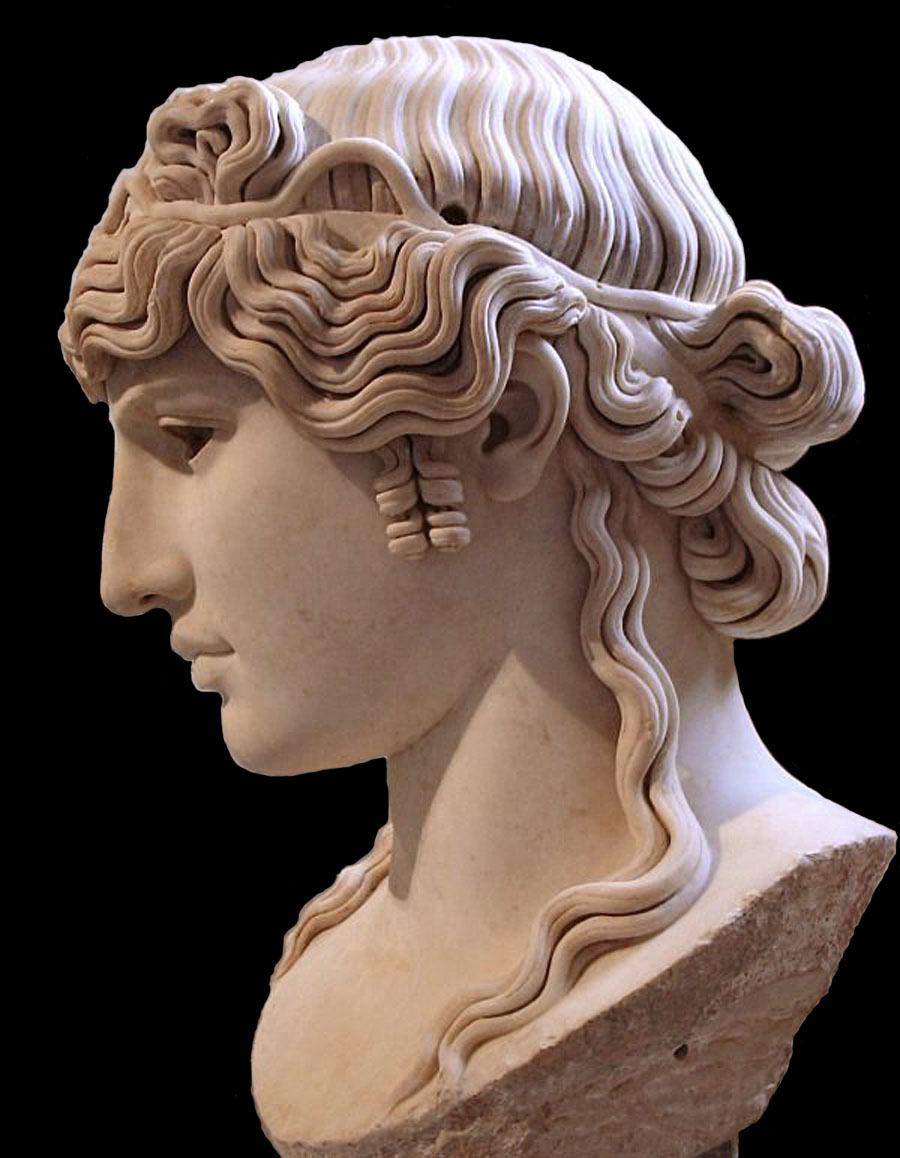
آنتینوس موندراگونه∗
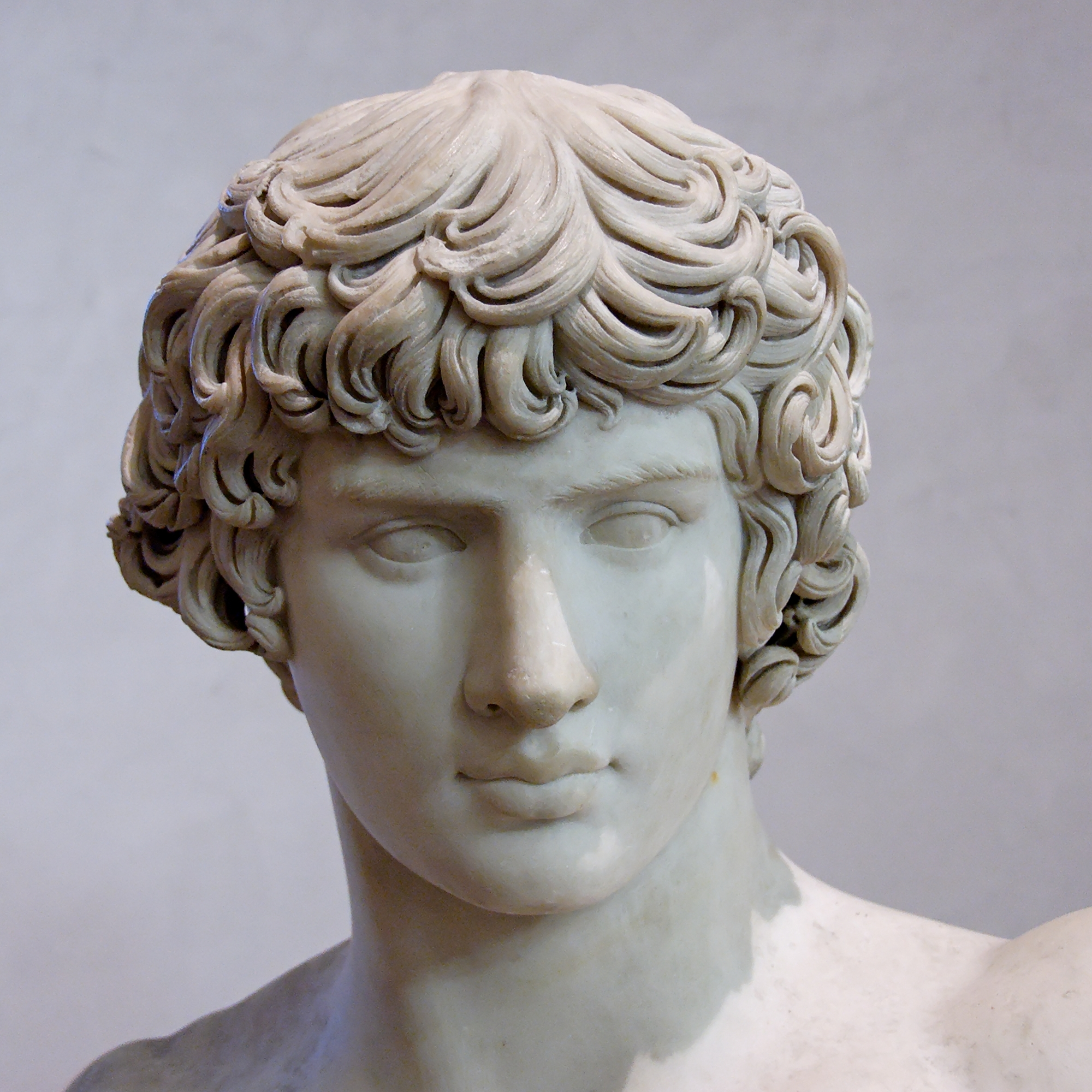
آنتینوس اکوئین∗، کشف شده در ویلا آدریانا در تیولی
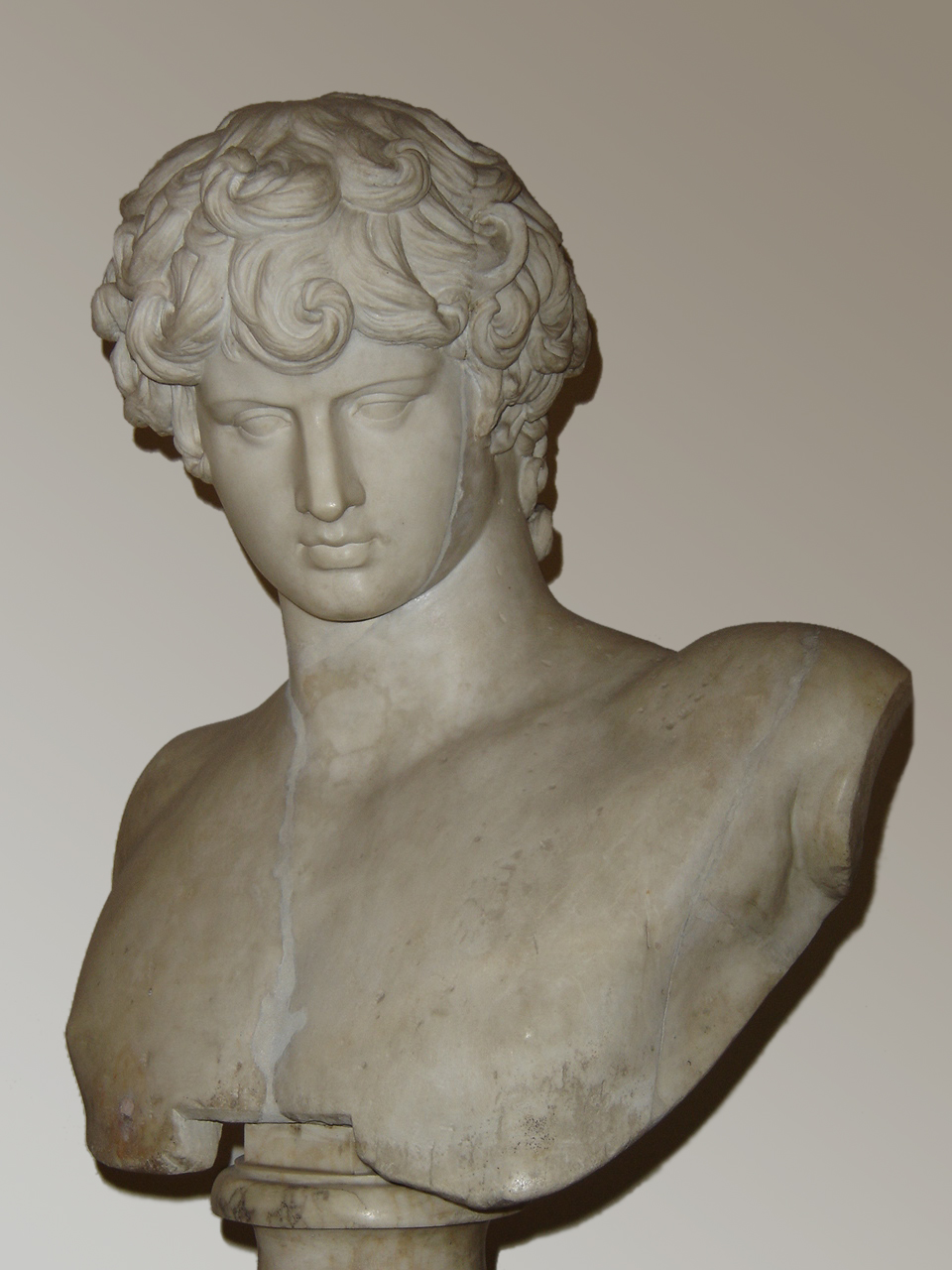
سردیس آنتینوس در موزه ملی روم
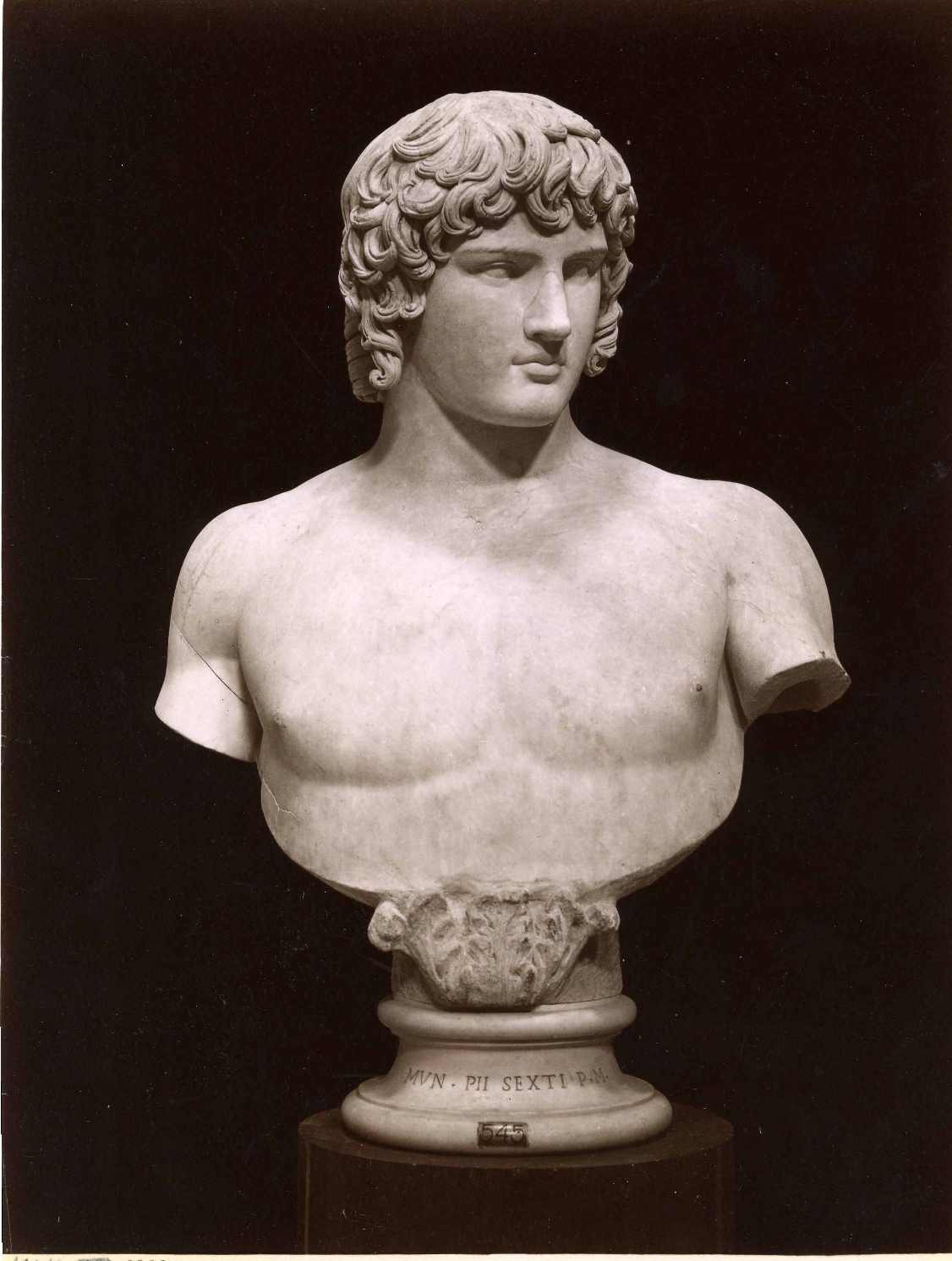
سردیس عظیم وی واقع در موزه‌های واتیکان، کشف شده در ویلا آدریانا
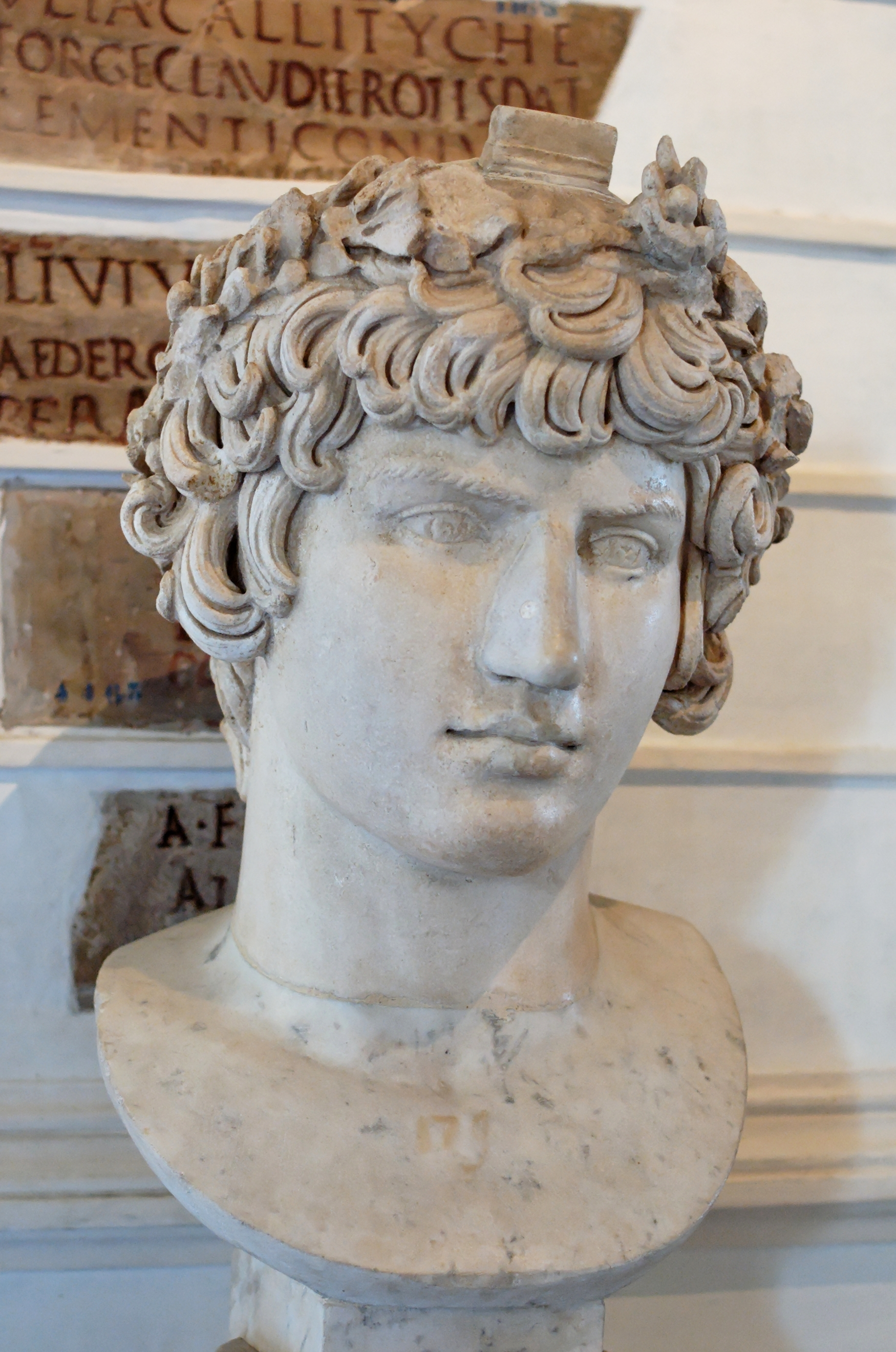
به عنوان باخوس، واقع در موزه‌های کاپیتولین
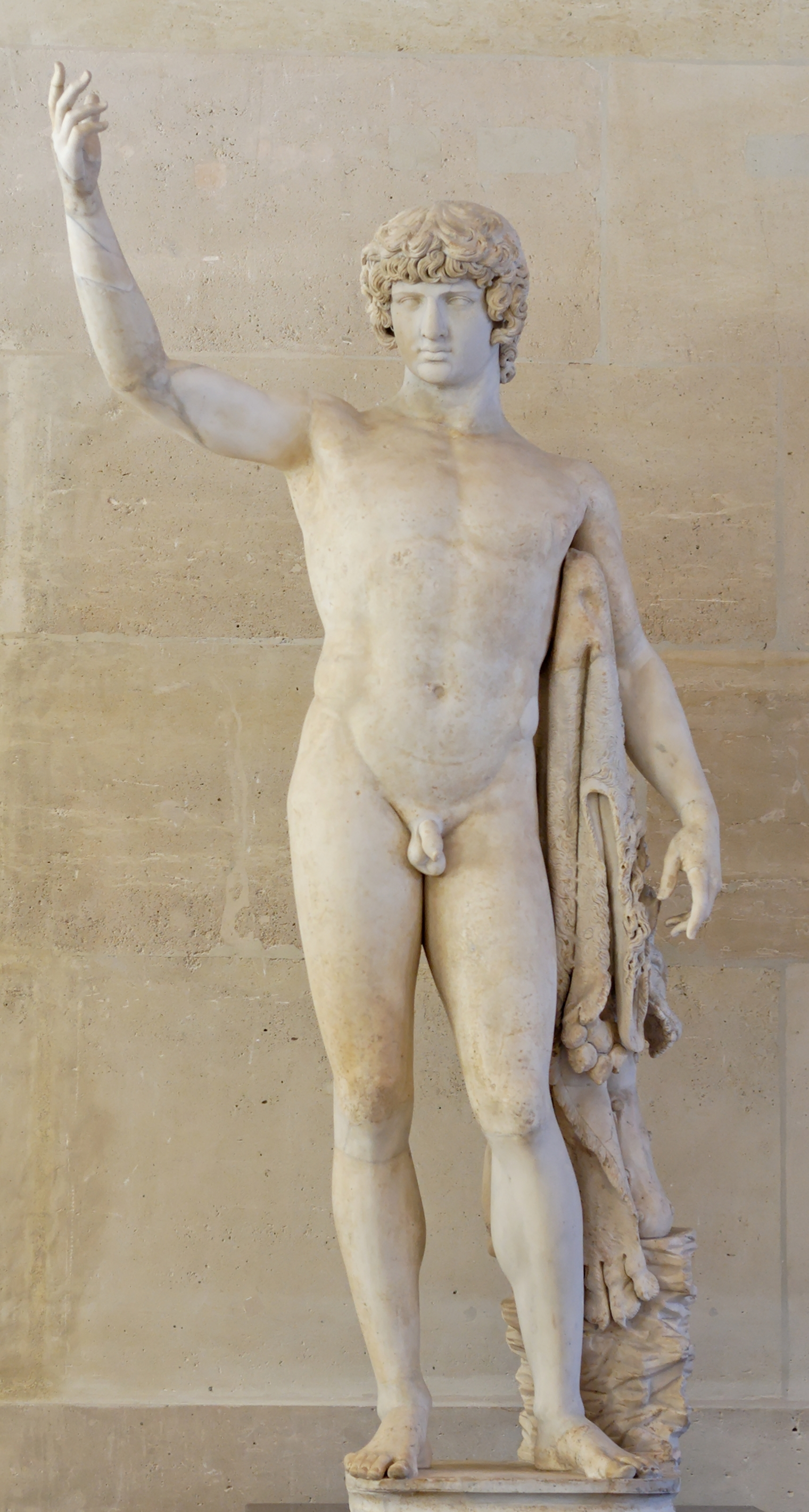
واقع در موزه لوور
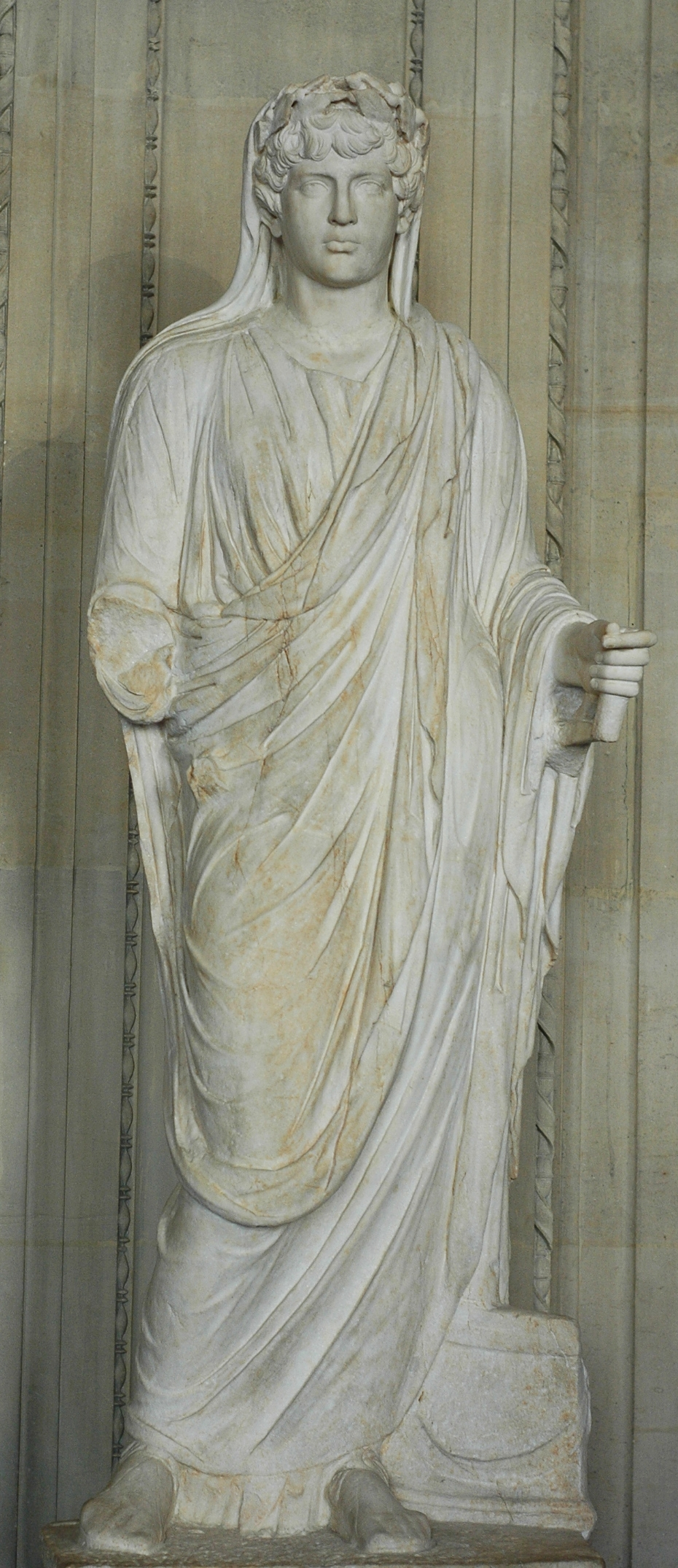
به عنوان کشیش سنت امپراتوری∗
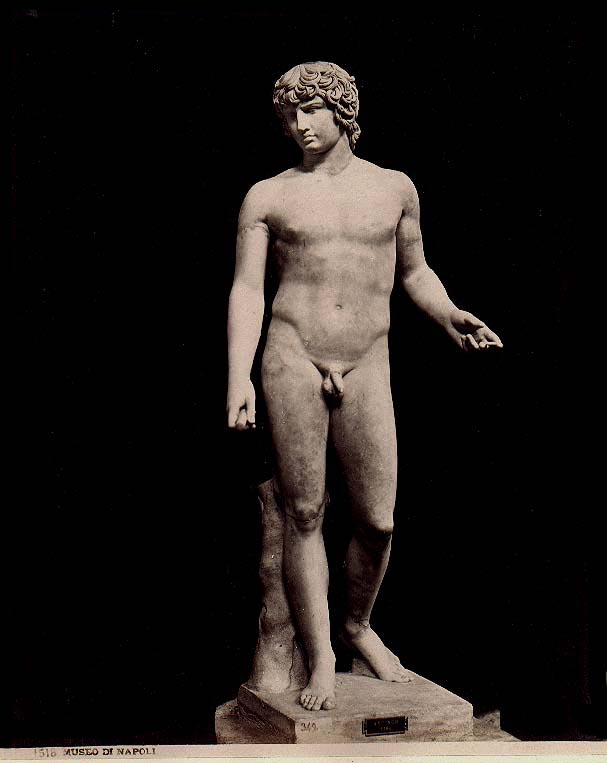
آنتینوس فارنزه∗ در موزه باستان‌شناسی ملی، ناپل
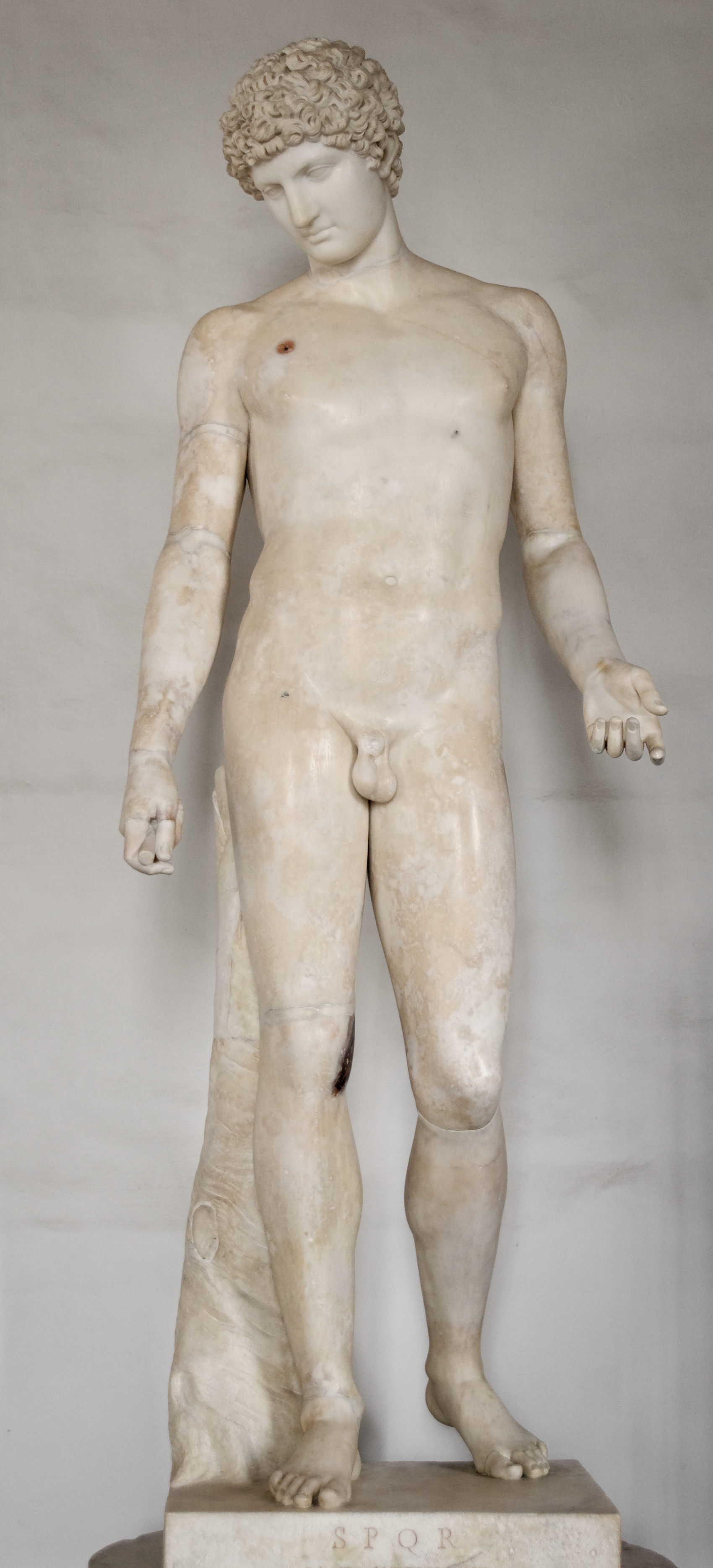
آنتینوسِ کاپیتولین∗ که در طول حفاری سختی که توسط جوزپه فده در ویلا آدریانا به عمل آمد کشف شد.
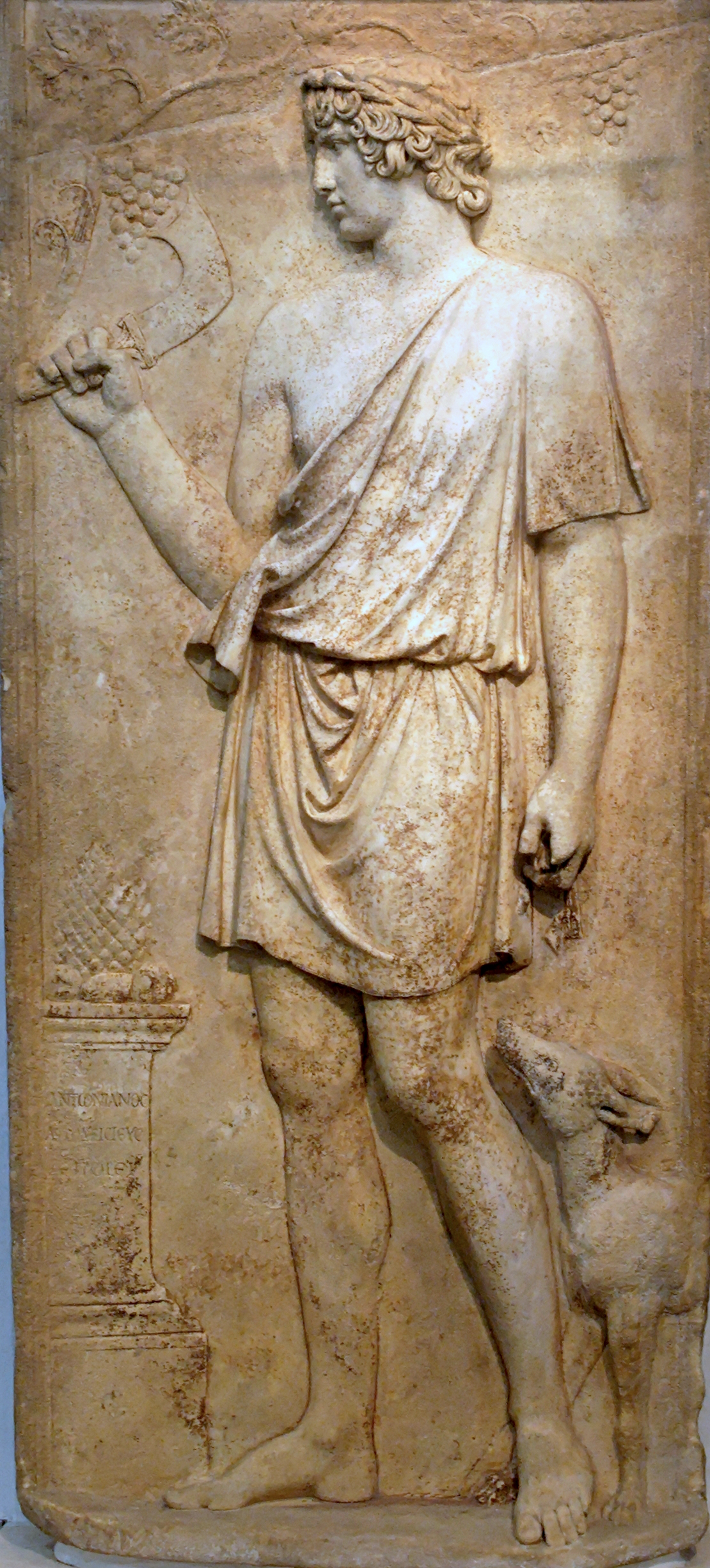
یک نقش‌برجسته که آنتینوس را در قامت سیلوانوس به تصویر کشانده، واقع در موزه ملی روم
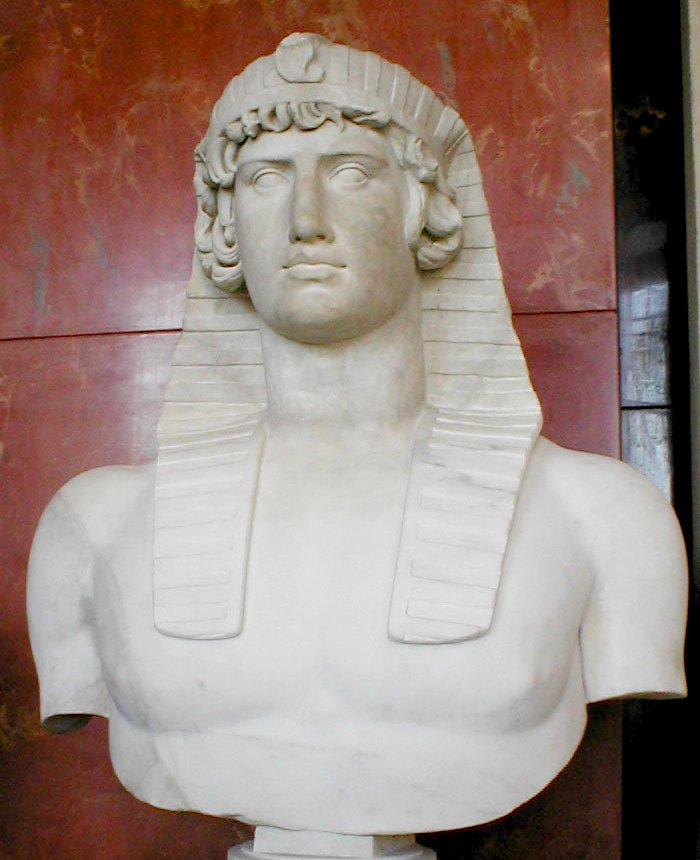
در قامت ازیریس
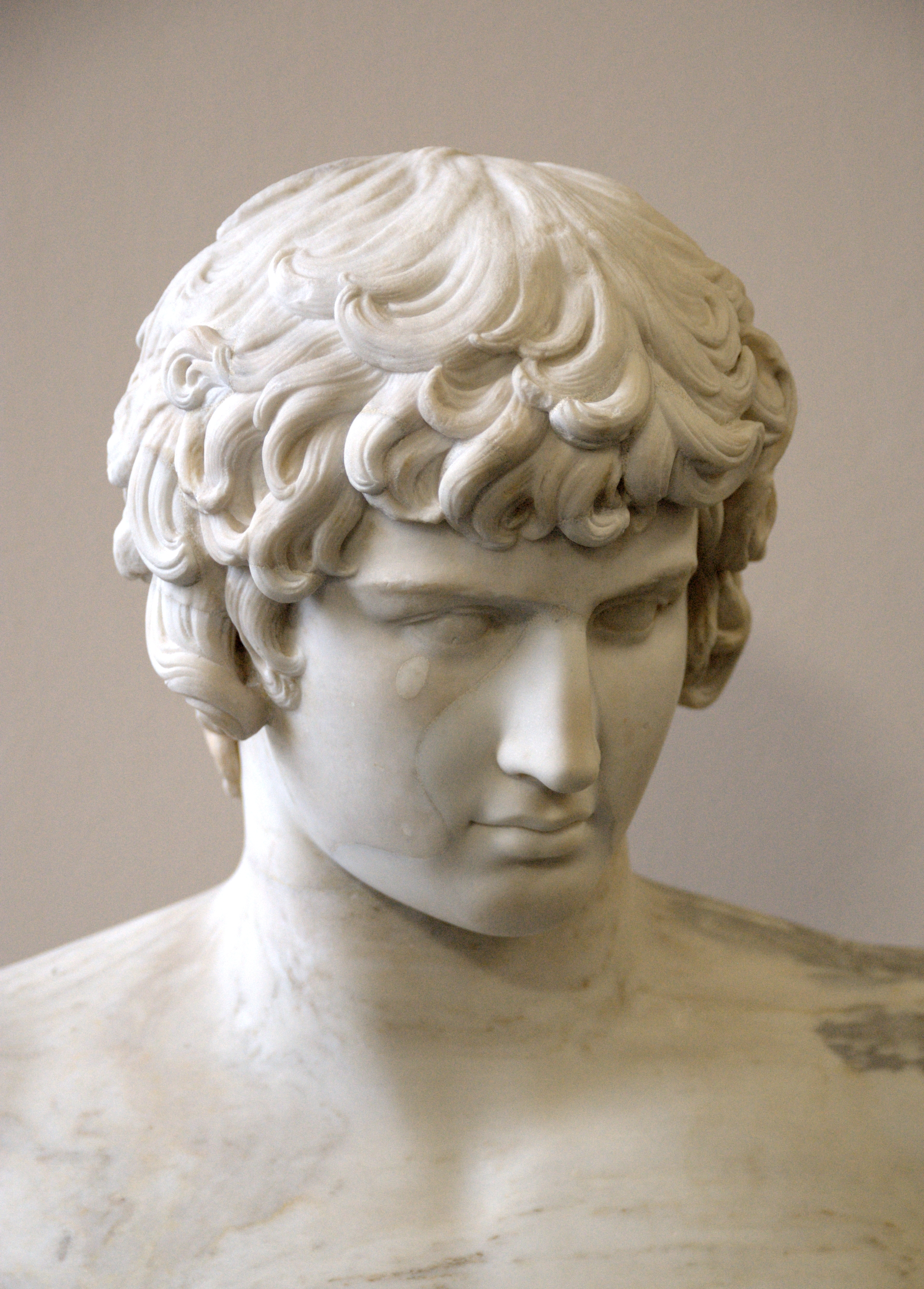
(این سردیس متعلق به دوران مدرن است نه باستان)، واقع در Antikensammlung Berlin
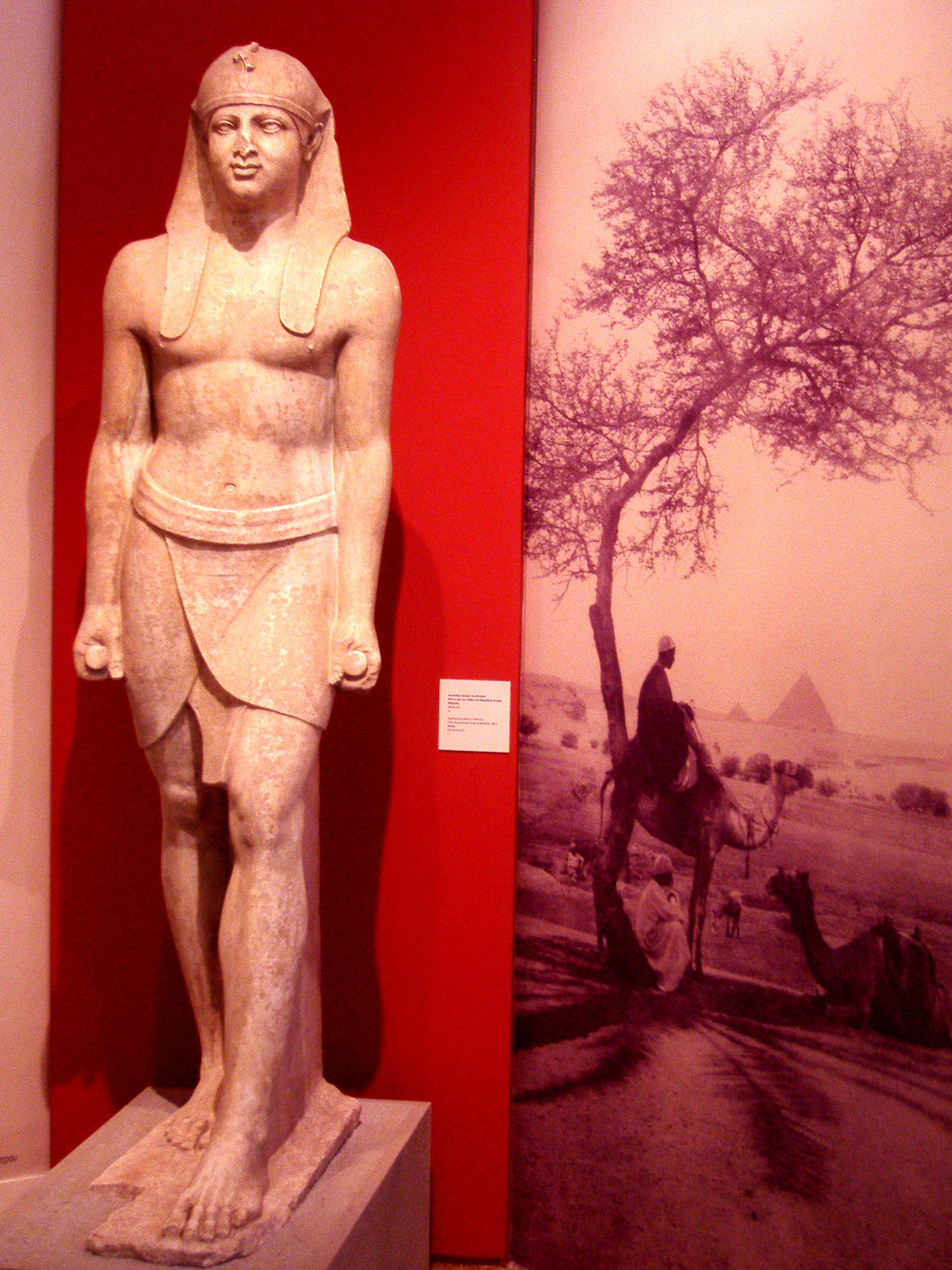
تندیسی که وی را چونان مصریان به تصویر کشانده، واقع در موزه باستان‌شناسی ملی آتن
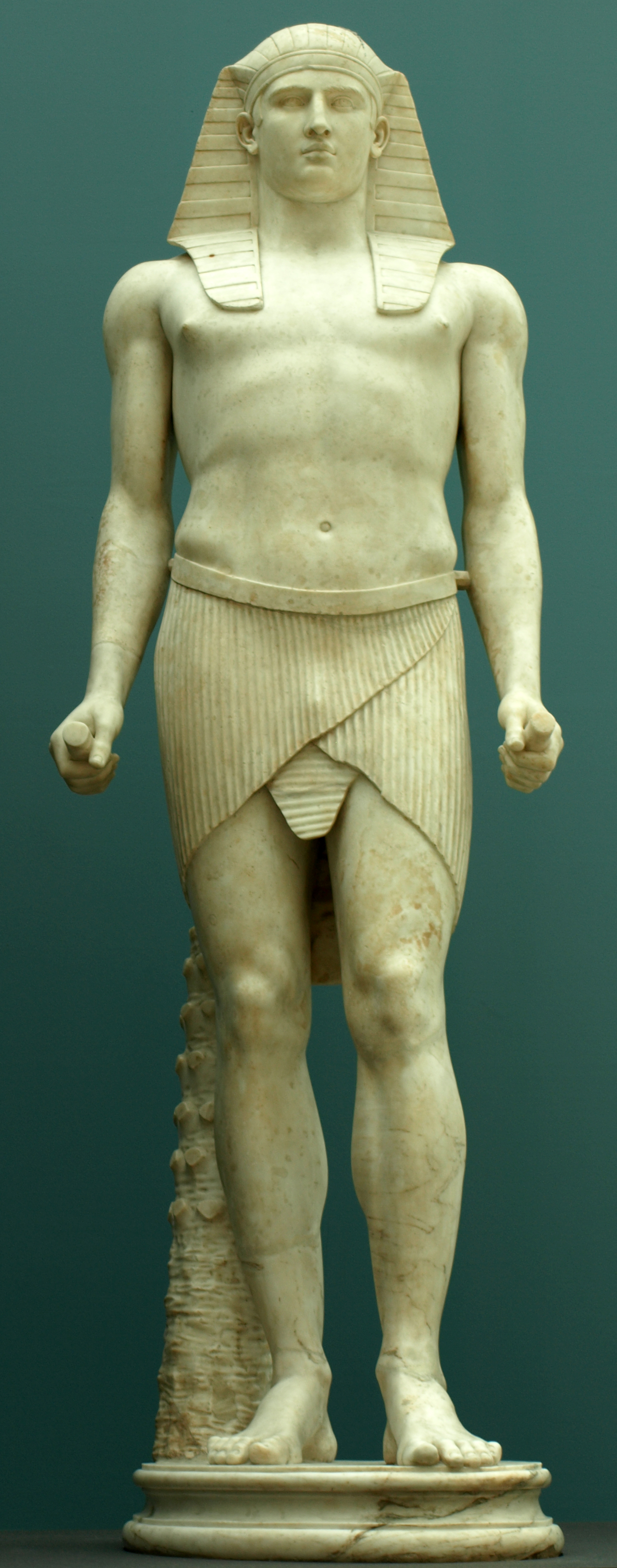
در قامت ازیریس، کشف شده در ویلا آدریانا در سدهٔ ۱۸اُم